# Monastère d'Osios Loukas
Le monastère d’Ósios Loukás (en grec : Μονή Οσίου Λουκά / moní Osíou Louká, « monastère du bienheureux Lucas », ou simplement  Ὅσιος Λουκᾶς / Hósios Loukás) compte parmi les plus beaux monastères byzantins de Grèce. Situé dans les environs de Delphes, près de Dístomo,  entre la Béotie et la Phocide, il est classé au patrimoine mondial de l'UNESCO depuis 1990 (avec le monastère de Daphni et celui de Nea Moni de Chios), principalement en raison de ses mosaïques à fond d'or du XIe siècle, de ses fresques et du raffinement de sa décoration : polychromie des pavements de marbre, jaspe et porphyre.

## Histoire
L'histoire du monastère commence avec celle de son fondateur, un saint anachorète local prénommé Luc de Steirion (ou Steiris), né en 896 dans l'ancien village de Delphes appelé Castri, en Phocide. Il s'installe en ermite sur les lieux de son futur monastère en 945, sur les flancs du mont Hélicon, sous l’acropole de l’antique cité de Steirion, à l’emplacement même du temple de Déméter. Avec le soutien et l’aide financière de riches fonctionnaires et du stratège du thème d’Hellade, le protospathaire byzantin Krénitès Arotras (en), saint Luc et les moines venus le rejoindre bâtissent une grande église dédiée à sainte Barbe, mais de nos jours consacrée à la Vierge, sous le nom de Panaghia. Il y demeure jusqu'à sa mort le 7 février 953 ; ses ossements sont recueillis dans un reliquaire que l’on peut voir dans la crypte. L’église est achevée en 955. Plusieurs blocs de calcaire portant des inscriptions antiques, et venus de Stiris, ont été utilisés en remploi dans les murs byzantins. En 961, la libération de la Crète du joug arabe, prophétisée par saint Luc quelques années auparavant, contribue à la renommée du monastère, qui reçoit de nombreux dons et bénéfices impériaux. En 1011, l’higoumène Philothéos et les moines élèvent une seconde église, le catholicon, dédiée à saint Luc. Le monastère est occupé par des moines latins pendant la période franque ; la région dépendait alors du duché d'Athènes. Les moines latins furent remplacés par des moines orthodoxes après la conquête turque, à la fin du XVe siècle.

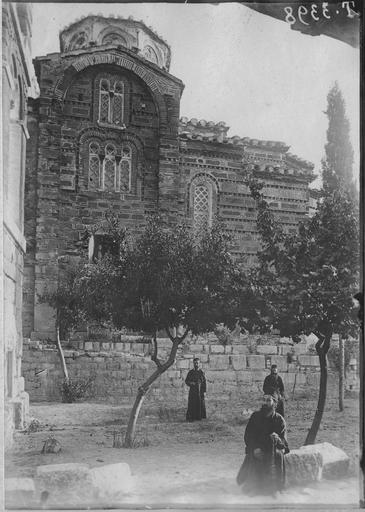
Chevet de la Panaghia, en 1917.

En 1790, un tremblement de terre endommage sérieusement l’église de la Vierge, et des travaux de consolidation sont entrepris en 1846. Les surfaces intérieures de cette église ont été malheureusement recouvertes de crépi en 1870-71, et on y ajouta même des corniches et des ornements de plâtre. Ce n'est qu'en 1971 que ces ornements surajoutés qui déparaient le style de l’église ont été supprimés. À la suite des observations de Charles Diehl et d’archéologues anglais, des travaux de consolidation sont décidés en particulier sur la grande coupole dont la couverture est refaite en tuiles spéciales. Le monastère a été pillé à de nombreuses reprises au cours de différents conflits depuis le Moyen Âge, et a servi parfois de base à certains chefs militaires : c’est ainsi qu’en 1821, l'évêque Salonon Isaias y déclara son soutien à la cause de l'indépendance nationale, en bénissant les armes des Grecs de Roumélie insurgés contre l’occupant turc. En 1943, le réfectoire des moines est détruit par un bombardement, mais a été restauré par la suite. Des travaux de conservation et de consolidation ont été effectués dans le catholicon du monastère dans les années 2000. De nos jours, le monastère est encore occupé par quelques moines orthodoxes.
Lors d'un incendie, le 23 août 2023, des bâtiments anciens du monastère ont brûlé, tandis que l'église de la Panaghia et le Catholicon étaient également en danger.

## Description

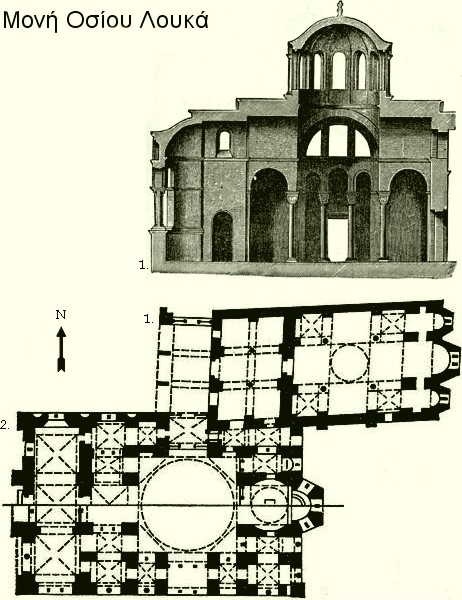
Plan général du monastère. Au nord, la Panaghia (église de la Vierge) ; au sud, le Catholicon (église Saint-Luc).

Le monastère d'Osios Loukas, dont les premiers bâtiments datent du Xe siècle, est l'un des plus importants témoignages d’architecture médiévale byzantine en Grèce. Il fut construit en 1011 sur les fondations d'une église bâtie à partir de 946, sous le règne de Basile II. Le plan du monastère est documenté par la relation de voyage et les relevés que fit en 1743 le célèbre moine Basil Grigorovitch Barsky. Ses dessins montrent un mur d’enceinte, flanqué de trois hautes tours d’angle, et clôturant tout le monastère. De ces trois tours, ne subsiste plus que la tour carrée à quatre étages remaniée à une date postérieure. Autour d’un espace carré, le monastère rassemble tous les bâtiments conventuels comme les cellules à deux et trois étages, les bâtiments utilitaires, la tour du clocher à l’angle sud-ouest, et le réfectoire rectangulaire bâti au XIe siècle sur le côté sud. La topographie accidentée du site a imposé un plan en forme de pentagone irrégulier ; au milieu de la cour centrale, à ciel ouvert, s’élèvent les deux églises du monastère, la petite église de la Vierge, et attenant, le catholicon dédié à saint Luc. Ces deux églises sont partiellement mitoyennes de façon très particulière : le mur du narthex et du porche de la première, et une partie du mur nord du catholicon sont incorporés l'un dans l’autre. 

### La Panaghia ou Théotokos (église de la Vierge)

#### Extérieur

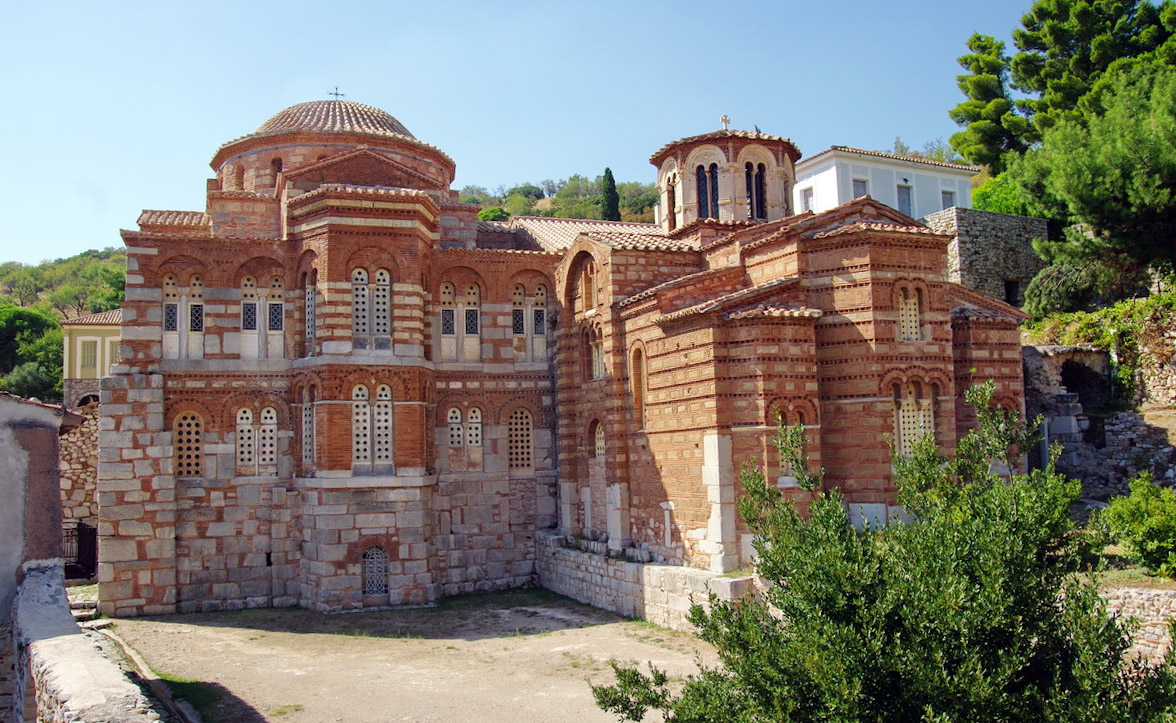
Monastère d'Osios Loukas (XIe siècle), vu de l'est : à gauche, le Catholicon ; à droite, la Panaghia.

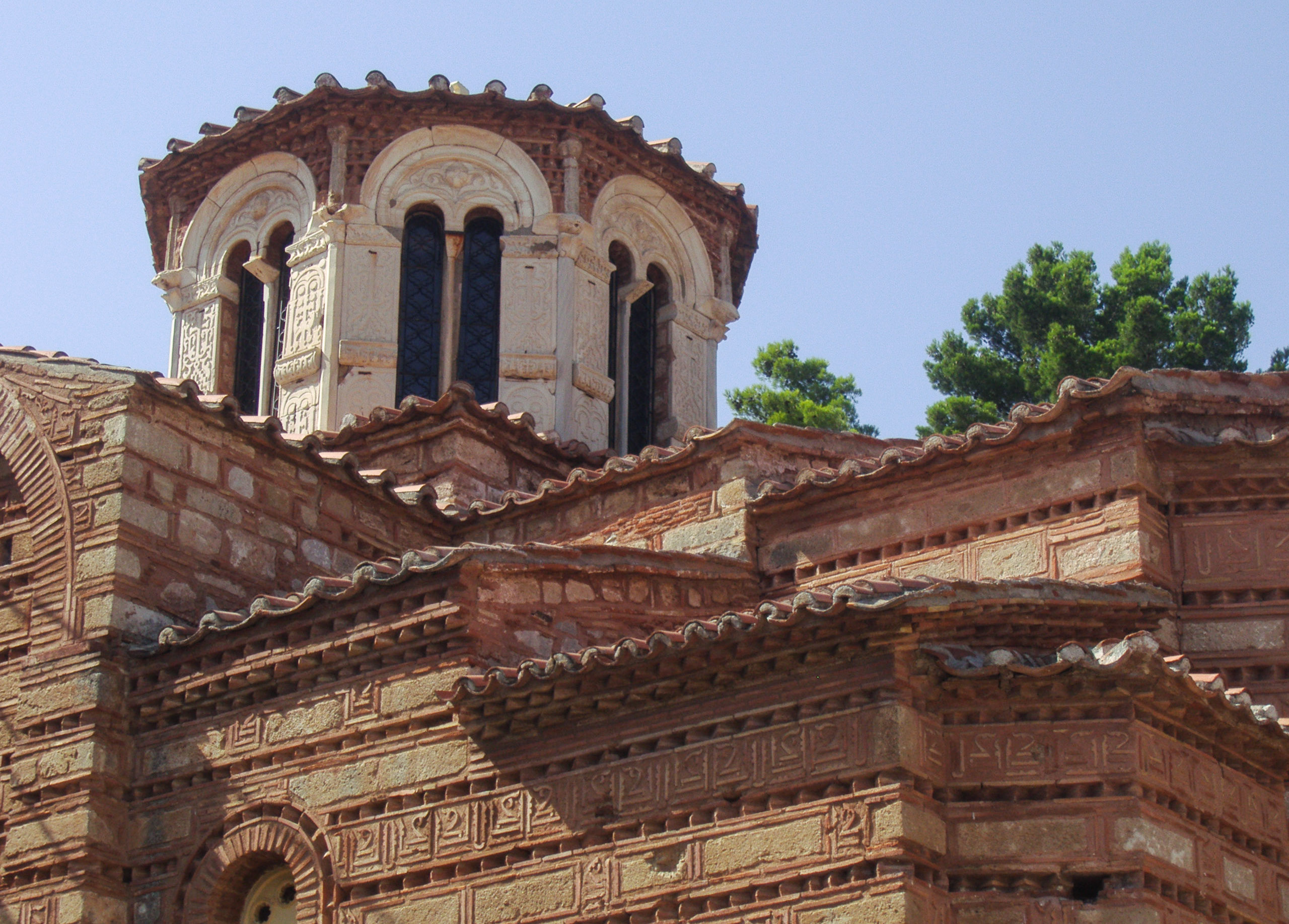
Détail du travail décoratif de la façade et coupole de l’église de la Vierge.

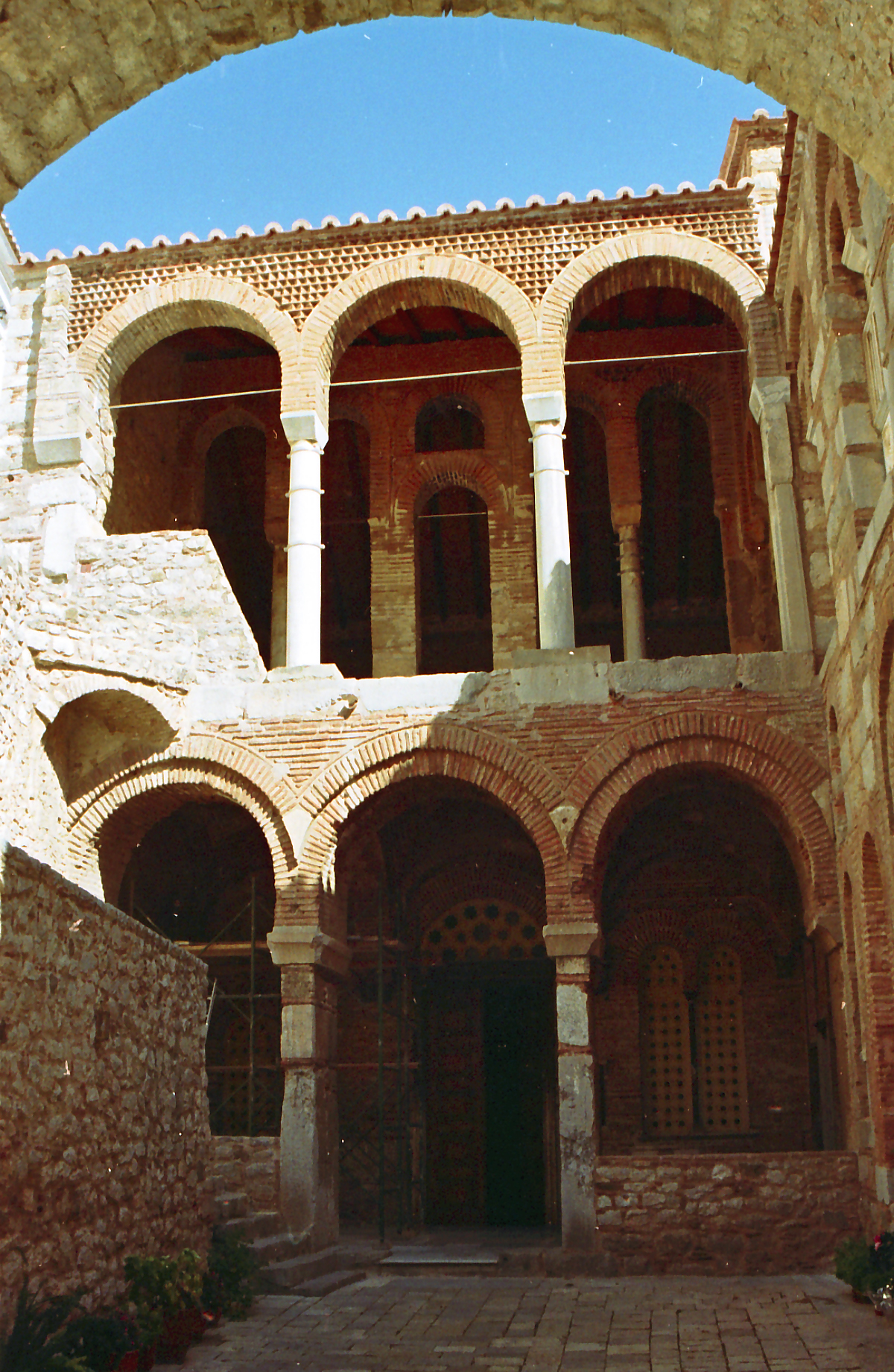
Cour d'entrée de la Panaghia, à l’ouest.

Vue de l’extérieur, l'église de la Panaghia peut être considérée comme un des meilleurs exemples que nous possédions de l’architecture décorative byzantine d’époque médiévale. Le chœur est formé de trois absidioles adoptant un tracé demi-hexagonal, en saillie sur la façade. Celle-ci présente un décor de moellons et de briques typiquement grec c’est-à-dire local. Il est disposé en tranches alternées soulignées visuellement par des « cordons de dents » intercalés entre les assises horizontales, ce qui produit un élégant contraste entre la couleur claire des pierres lisses et le rouge des briques ; les corniches dentelées en céramique et les frises de briques ornées de caractères coufiques apportent une note décorative soignée ; les fenêtres simples géminées ou trilobées sont situées à des niveaux différents ; le jeu des volumes résulte de la variété des toits, à un ou deux versants. La coupole à haut tambour octogonal en marbre orné de fenêtres bilobées, dont la partie supérieure a été reconstruite, s’élève avec élégance au-dessus de cet ensemble. Les motifs décoratifs sur les murs extérieurs de ce tambour sont uniques en leur genre en raison des arcs outrepassés, des tympans monolithes, des gargouilles — élément très rare en architecture byzantine — et du revêtement des murs droits par des plaques de marbre ; sur ces plaques ont été appliqués des ornements en marqueterie avec des motifs de croix, d’arcs et de rinceaux. Les parties sculptées sur le tympan de ces fenêtres étaient autrefois remplies de stuc noir, et le tympan lui-même était peint.

#### Intérieur

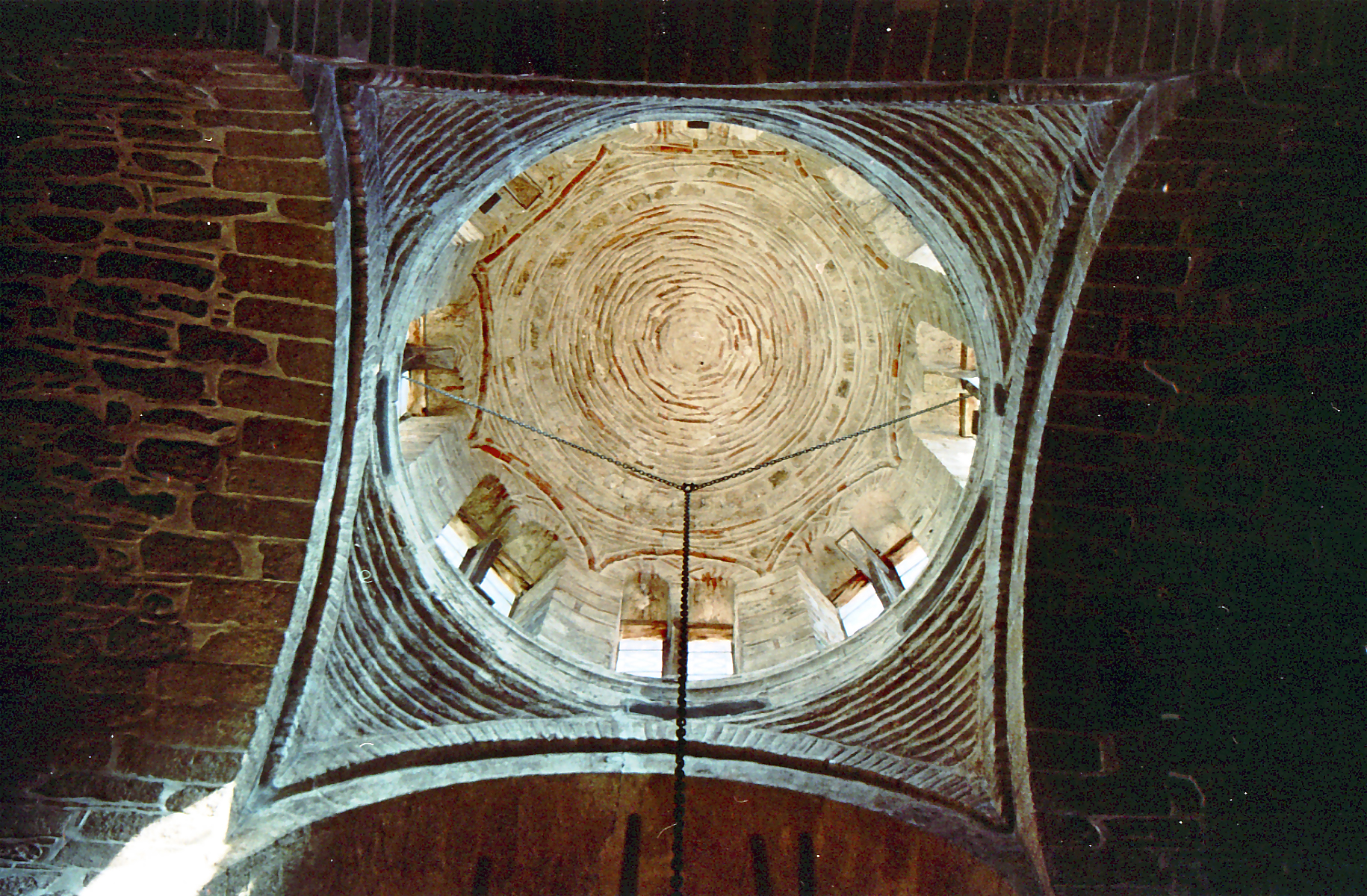
Coupole de l'église de la Vierge.

À l’intérieur, l’église adopte le plan en croix grecque avec une nef carrée dont le pavement de marbre offre un décor très intéressant ; elle est surmontée d'une coupole que soutiennent quatre colonnes. Deux chapiteaux de ces colonnes présentent une variante originale du style corinthien, avec leurs feuilles d’acanthe, leurs chérubins et des cabochons encastrés au milieu des entrelacs stylisés. Deux autres chapiteaux tapissés de rinceaux fins et plats présentent un style proprement byzantin avec des angles à pans coupés.

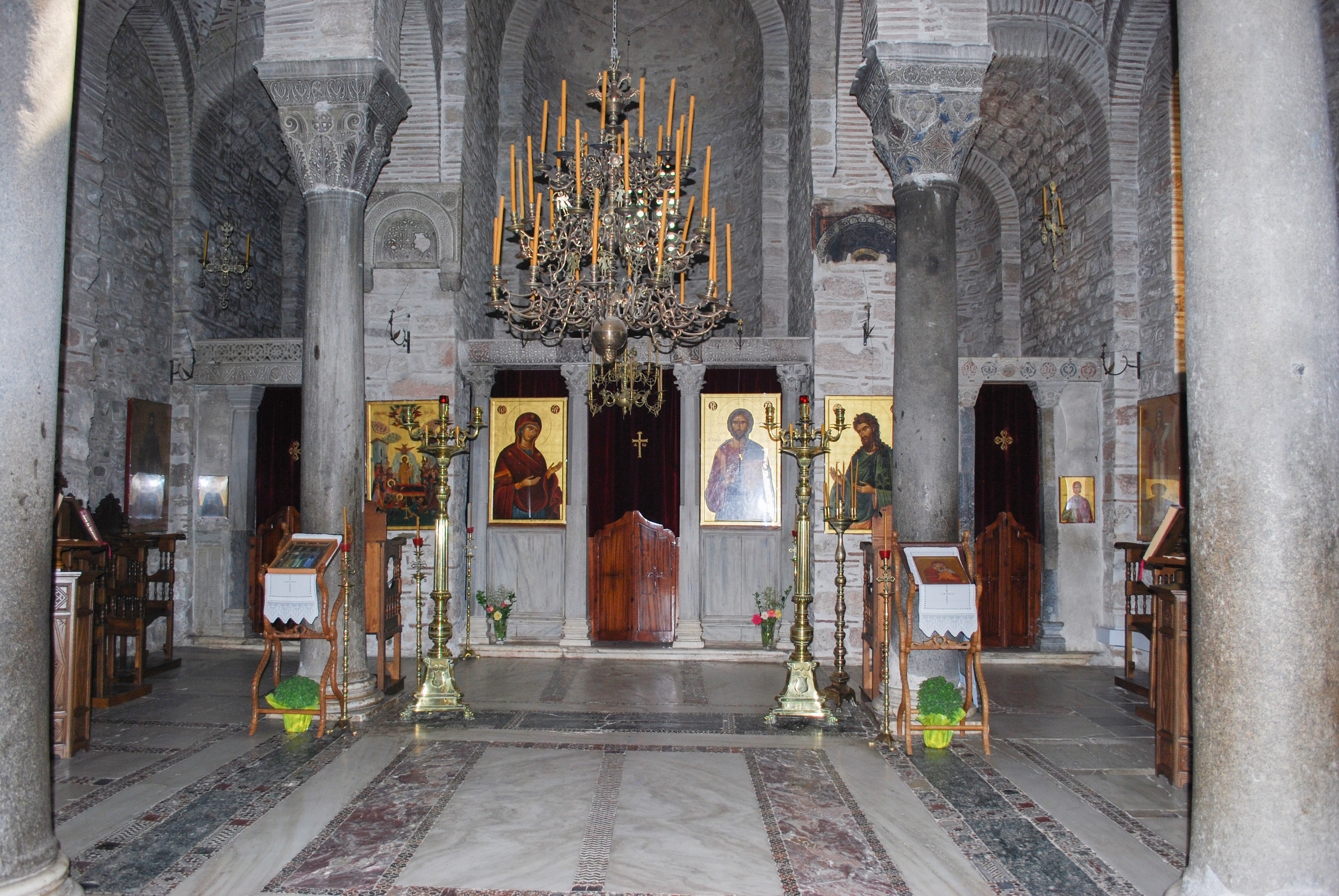
Iconostase et colonnes à chapiteaux corinthiens de l’église de la Vierge.

L’iconostase en marbre blanc est d’une grande beauté, avec ses colonnettes octogonales, leurs chapiteaux et un entablement délicatement sculptés. Dans l’ensemble, au dire du professeur et archéologue Pavlos Lazaridès, « le décor sculpté de l’église de la Vierge est d’une finesse d’exécution remarquable qui rappelle les miniatures des manuscrits grecs du Xe siècle. » Le large narthex est surmonté de six basses voûtes en plein cintre soutenues par deux colonnes de granite. Devant ce narthex, le porche à travées avec voûte d'arêtes est un ajout tardif, l'une de ces travées voûtées ayant été incorporée à la nef de l’église saint Luc. Des peintures murales d’origine, ne subsistent plus que les fresques de quelques saints, dont celle de Saint Ignace d'Antioche.

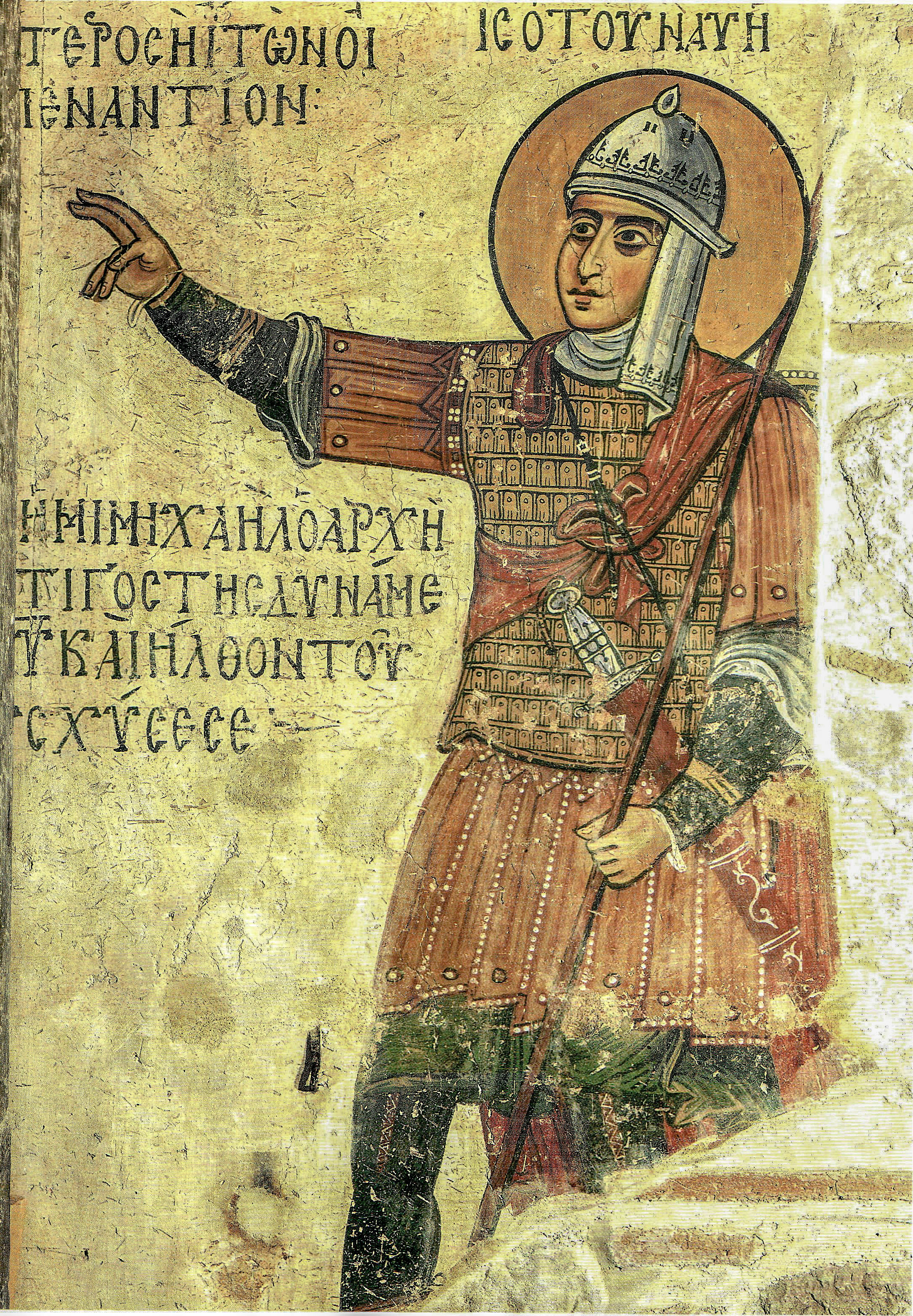
Général en chef des Hébreux, Josué, en dialogue avec l’archange Michel, à la bataille de Jéricho. Fresque byzantine du Xe siècle du monastère d'Hosios Loukas.

Une œuvre picturale d’un style exceptionnel a été découverte sur ce qui était jadis la façade occidentale de l’église, paroi libre donc autrefois visible de l’extérieur, mais aujourd’hui incluse dans une travée voûtée d’arêtes de l’église saint Luc : elle date par conséquent de la seconde moitié du Xe siècle. Il s’agit du général en chef de l’armée des Hébreux, Josué (dans la Septante, traduction grecque de l'Ancien Testament, Josué est appelé Jésus fils de Navé (Ἰησοῦς υἱὸς Ναυή, Iéssous uios Naué), en tenue militaire ornée de perles, au moment où lui apparaît l’archange Michel (dont la figure a disparu), peu avant la prise de Jéricho. Armé d’une lance, portant une épée à la ceinture et un bouclier suspendu dans le dos, le personnage traduit l’esprit triomphal des campagnes militaires victorieuses. Son visage auréolé respire la force et la beauté de la jeunesse . La vigueur parfaite de l’exécution picturale exprime la sérénité, la grâce et l’harmonie qui caractérisent l’art byzantin du Xe siècle après la crise iconoclaste de 843. On y trouve aussi « l’écho de l’ambiance qui régnait à cette époque dans l’empire byzantin, déchiré par les luttes incessantes contre les infidèles. Josué tenait lieu en quelque sorte de défense contre les peuples belliqueux des Arabes et des Bulgares. » Face à l’archange Michel, Josué demande : « Es-tu avec nous ou avec nos ennemis ? » Michel répond : « Je suis Michel l’archistratège des forces du Seigneur et je viens t’apporter mon aide ». Sa présence à l’entrée du monastère doit probablement être interprétée comme un appel à l’aide divine, et mis en relation avec la reconquête de la Crète en 961, qu’avait prophétisée saint Luc.

### Le Catholicon (église Saint-Luc)

#### Plan

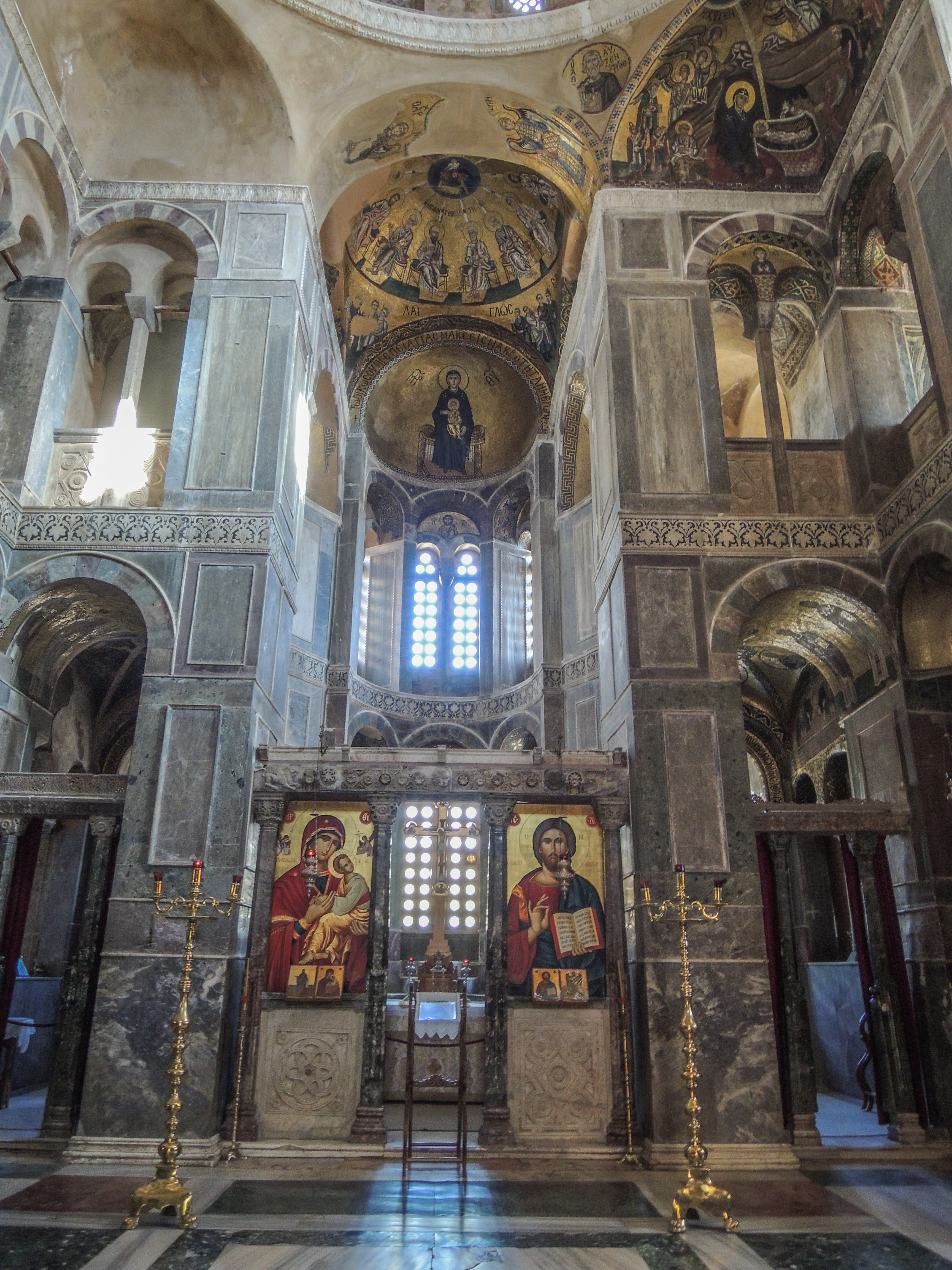
Naos, bêma et absides du catholicon.

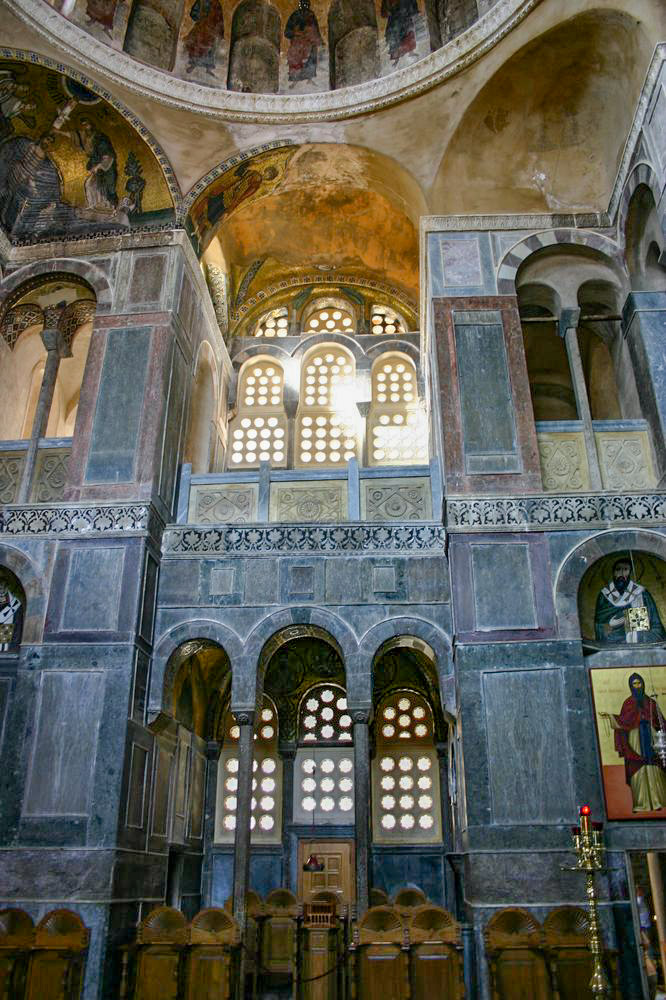
Intérieur du catholicon, paroi nord-ouest. Dans la trompe, mosaïque du baptême du Christ.

L'église a un plan en croix grecque surmonté d'une coupole de 9 m de diamètre et d’une hauteur de 5,25 m. Son tambour comporte seize pans ornés de fenêtres. Cette coupole présente un caractère original : à l’intérieur, elle n’est pas soutenue par des colonnes, mais s’appuie sur huit piliers par l’intermédiaire de niches ou trompes d’angle, ce qui dégage un grand espace au cœur de l’église, dans le naos. Ces piliers sont disposés par couples, et reliés par les quatre trompes d’angle et quatre arcades. Le carré de base au centre du plan est ainsi entouré sur trois côtés par des galeries aux travées voûtées d’arêtes et surmontées de tribunes à l’étage supérieur. Le plan octogonal de cette église principale est devenu une référence pour l'architecture byzantine tardive, et a été adopté en particulier au Monastère de Daphni et à l’église russe de Sotira Lykodimou à Athènes.

#### Mosaïques et pavement
La grandeur de l’église Saint-Luc et sa très riche décoration de mosaïques, fresques et marbres précieux aux couleurs variées laissent penser que sans la participation financière d’un empereur byzantin, la construction d’un tel édifice n’aurait pas été possible ; la tradition avance le nom de l’empereur Romain II mais sans qu’on puisse l’affirmer avec certitude.
Le décor intérieur, extrêmement riche et d’une exécution très soignée dans les moindres détails, est constitué de belles mosaïques dorées à la feuille d'or, probablement œuvres d'artistes provenant de Constantinople, de peintures murales à la coupole et dans les chapelles, tandis que le sol et les murs sont revêtus de grandes plaques de marbre disposées de manière à mettre en valeur les veinures et les couleurs du matériau. Le monastère était renommé et plusieurs dons furent effectués par des empereurs byzantins. Dans son état primitif, le décor de mosaïques tapissait toutes les voûtes et tous les arcs de l’église monastique. Mais certaines des mosaïques ont été remplacées par des fresques au XVIIe siècle, après un tremblement de terre en 1593.
Le programme iconographique, un des plus complets et des plus anciens de l’art byzantin, suit pour l’essentiel le cycle des fêtes liturgiques, et un grand nombre de portraits complète ce répertoire d’images sacrées — parmi lesquels beaucoup de saints, moines locaux, évêques, apôtres et martyrs —. Ces portraits, « plats et graphiques, impressionnent par leur immobilité figée. » L’art de ces mosaïques à Hosios Loukas est en effet plus graphique que celui de Sainte-Sophie de Constantinople dont le modelé et le colorisme sont finement nuancés ; ici « les formes sont simples, les proportions trapues, les expressions tristes ou graves, les mouvements absents ou rares quoique décidés. »

##### Narthex et vestibules

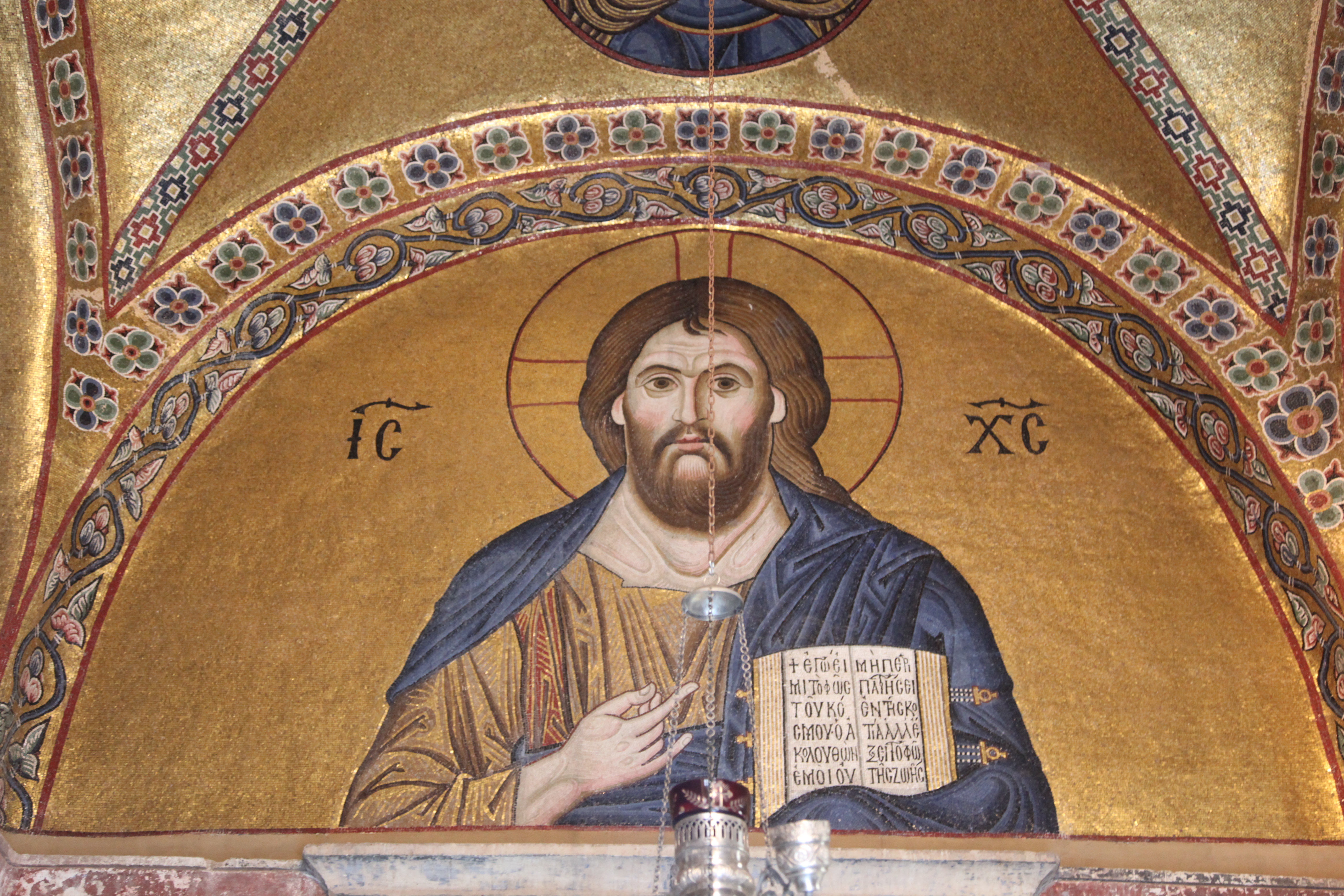
Le Christ tenant l’Évangile. Narthex du catholicon.

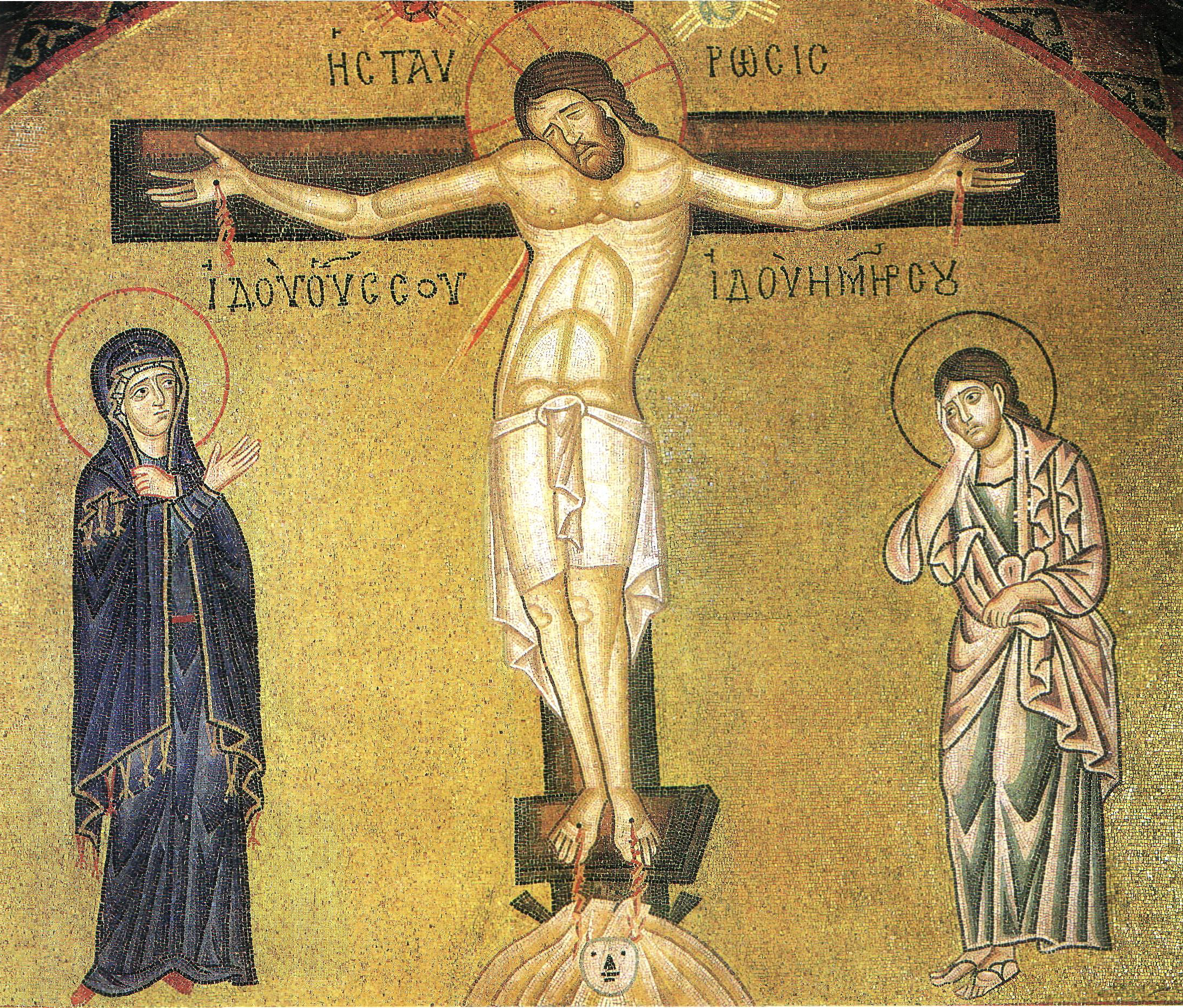
La Crucifixion. Mosaïque du narthex, vers 1000. Catholicon du monastère d’Osios Loukas.

Dès l’entrée, dans le narthex et sur le tympan de la porte royale qui ouvre vers la nef, une mosaïque du Christ sur fond d’or traduit une impression de puissance ; le Christ tient l’Évangile ouvert, où est écrite la formule célèbre, « Je suis la lumière du monde », et désigne le livre d’un geste de la main ; dans les quatre voûtes d’arêtes, des médaillons représentent la Vierge, saint Jean Baptiste, et les archanges Michel et Gabriel.
Dans ce vestibule nord, deux mosaïques offrent une composition tout à la fois dramatique et majestueuse : la Crucifixion et la Résurrection. Le Christ en croix, les yeux fermés et la tête inclinée, est entouré de la Vierge et de saint Jean qui expriment leur douleur : c’est la plus ancienne représentation connue du Christ en croix figuré mort. 

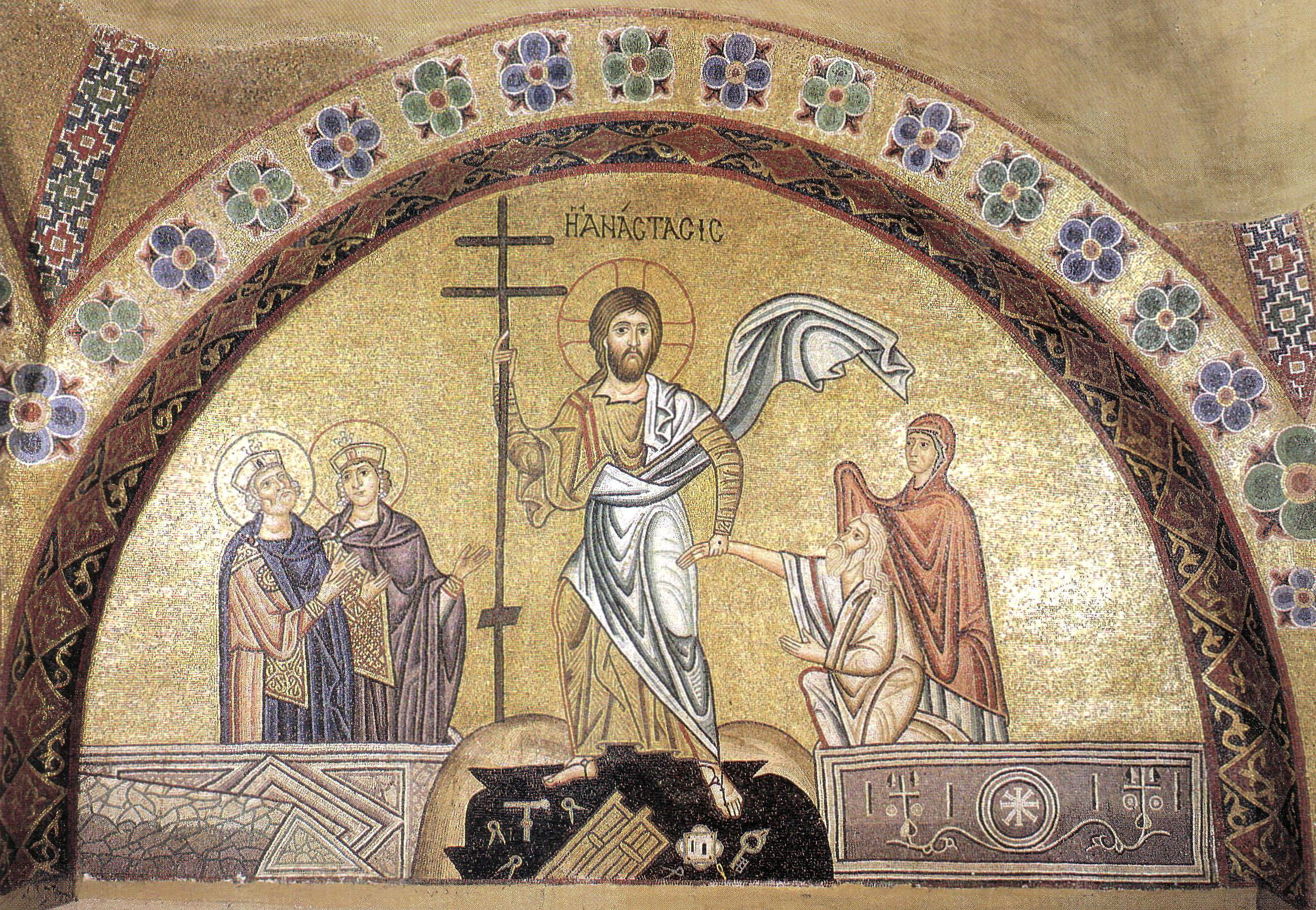
La Résurrection (ou Descente aux Limbes). Mosaïque du narthex.

 Dans le vestibule sud, la Résurrection (qui prend, dans le monde byzantin, la forme d’une Descente aux Limbes) présente une belle composition symétrique et équilibrée : « Par le bel équilibre des masses et la puissance d’expression, ces deux scènes sont parmi les plus remarquables dans cette église. »

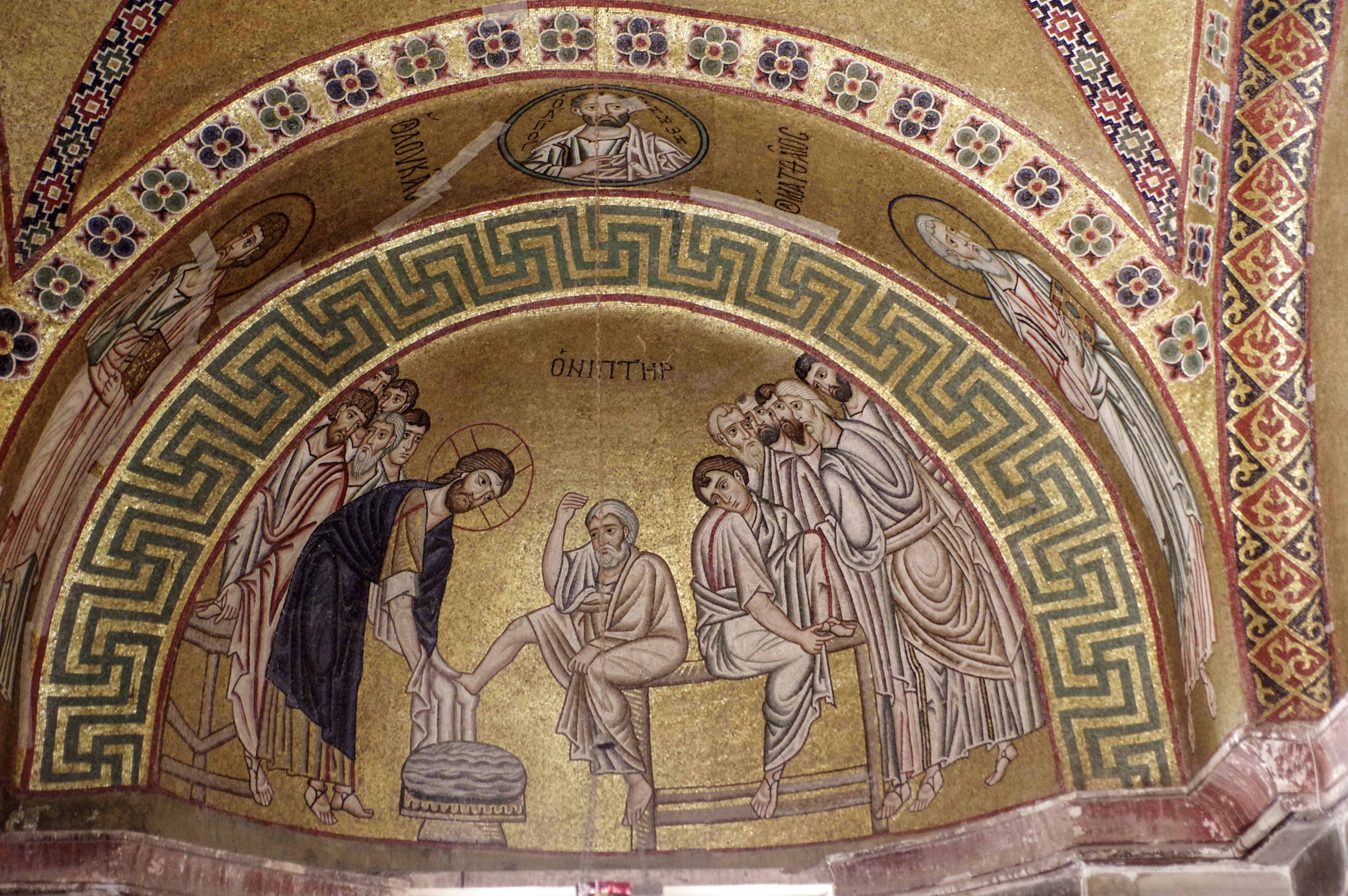
Le lavement des pieds. Mosaïque du narthex.

On trouve aussi dans le narthex les mosaïques du Lavement des pieds et de l’Incrédulité de Thomas. Les artistes qui ont exécuté les mosaïques ont donné une place d’honneur à de très nombreux saints populaires et locaux, en particulier des saints monastiques et militaires, qui évoquent la période de luttes acharnées auxquelles l’Empire byzantin dut faire face ; l’esprit monastique se manifeste aussi dans le magnifique ensemble de portraits d’ascètes et de saints fondateurs de la foi orthodoxe, parmi lesquels saint Basile, saint Jean Chrysostome et saint Grégoire le Thaumaturge.

##### Abside centrale

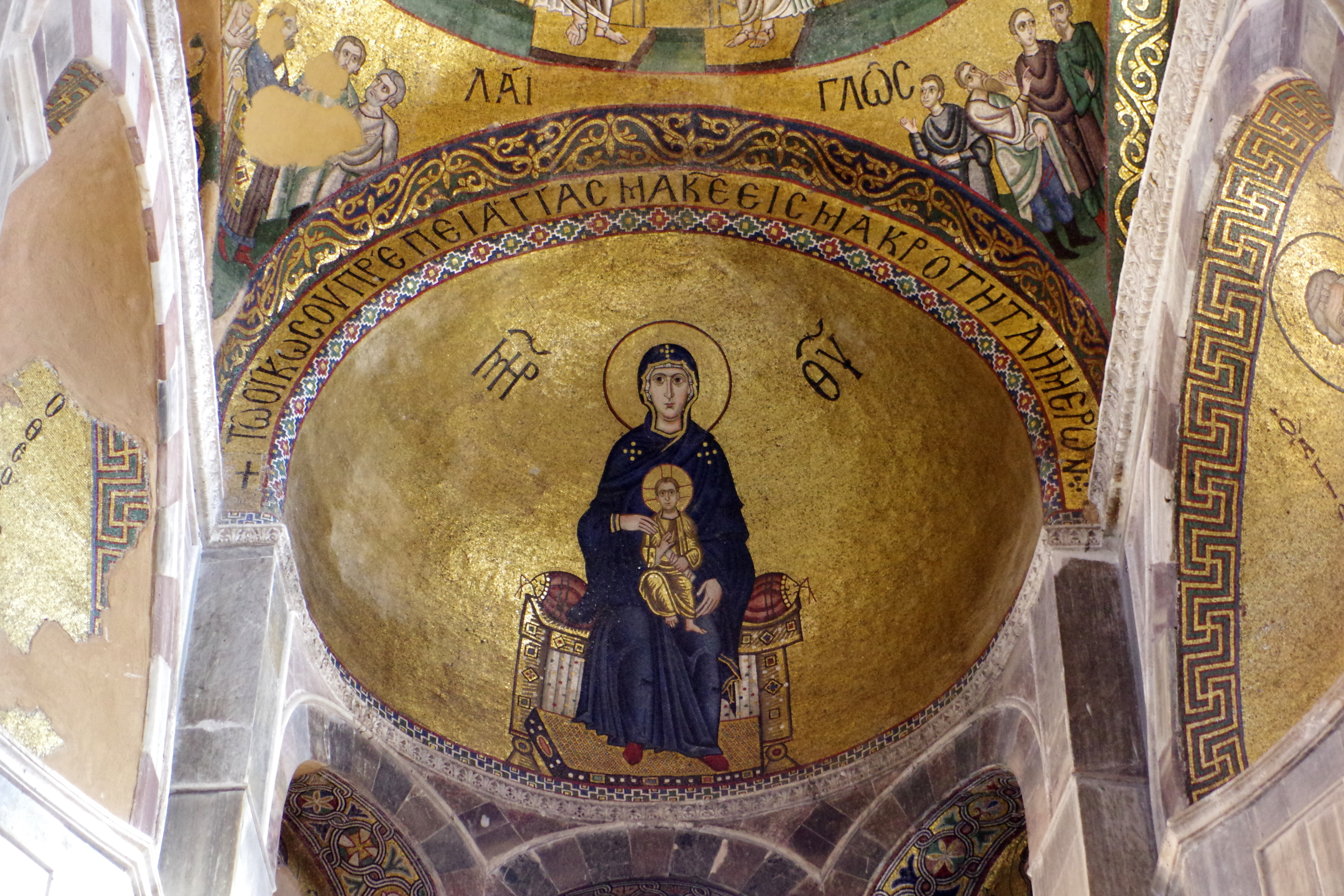
La Vierge trônant avec l’Enfant. Mosaïque de l’abside.

Dans la conque de l’abside centrale, se détache sur un fond d’or la grande figure de la Vierge trônant avec, sur ses genoux, l’Enfant, Sauveur du monde, qu’elle présente aux fidèles. Elle apparaît ainsi comme un trait d’union entre le ciel et la terre. Au-dessus, la Pentecôte, descente du Saint-Esprit sous la forme d’une langue de feu sur la tête des apôtres, est encadrée par les Tribus (Φίλαι) et les Langues (Γλῶσσαι).

##### Trompes d'angles
Dans les trompes d’angle du sud sont représentés la Nativité, la Présentation au temple et le Baptême.

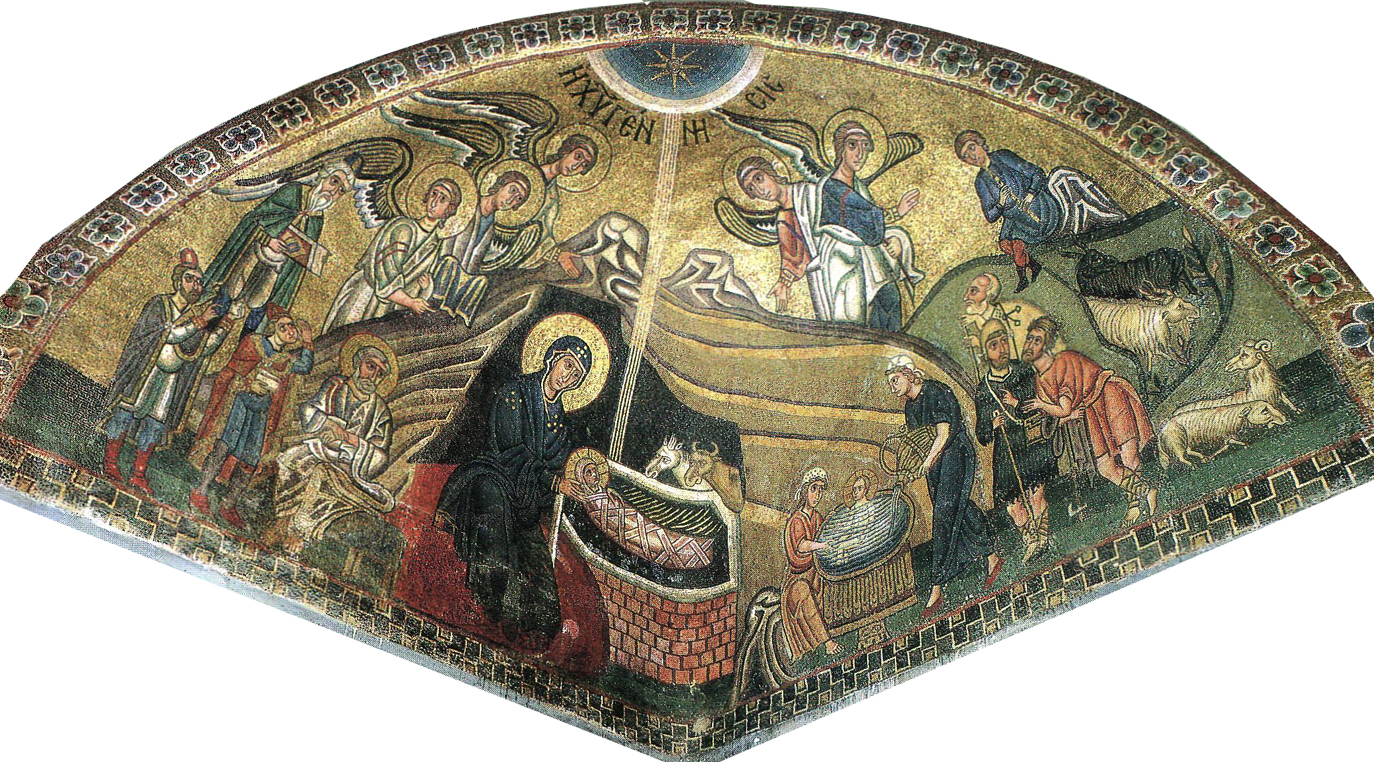
La Nativité. Trompe d’angle sud-est d’Osios Loukas.
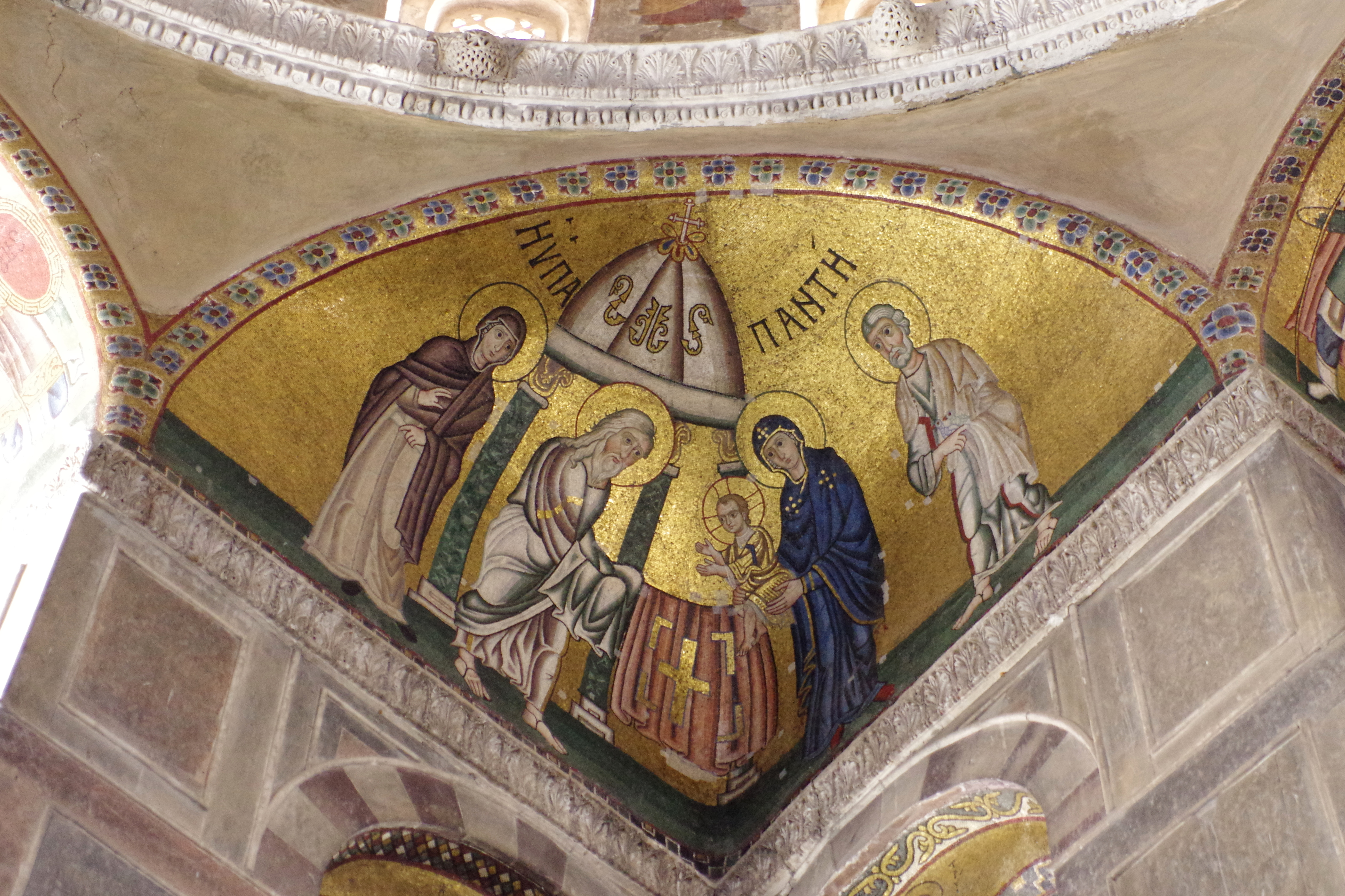
La Présentation au temple. Trompe d'angle du sud-ouest.

##### Chapelles latérales
Au rez-de-chaussée, dans les chapelles latérales des absidioles, appelées du nom de leurs autels secondaires, prothèse et diaconicon, sont représentés trois thèmes importants de l’art paléochrétien, Trois Hébreux dans la fournaise, Daniel dans la fosse aux lions et Abraham et Melchisédech.

##### Pavement
Enfin, le pavement de l’église est décoré d’un beau travail de marqueterie de marbres colorés, aux motifs de boucles, chevrons et entrelacs de porphyres rouges et verts sur fond blanc qu’on désigne du nom d’opus alexandrinum ou cosmatesque.

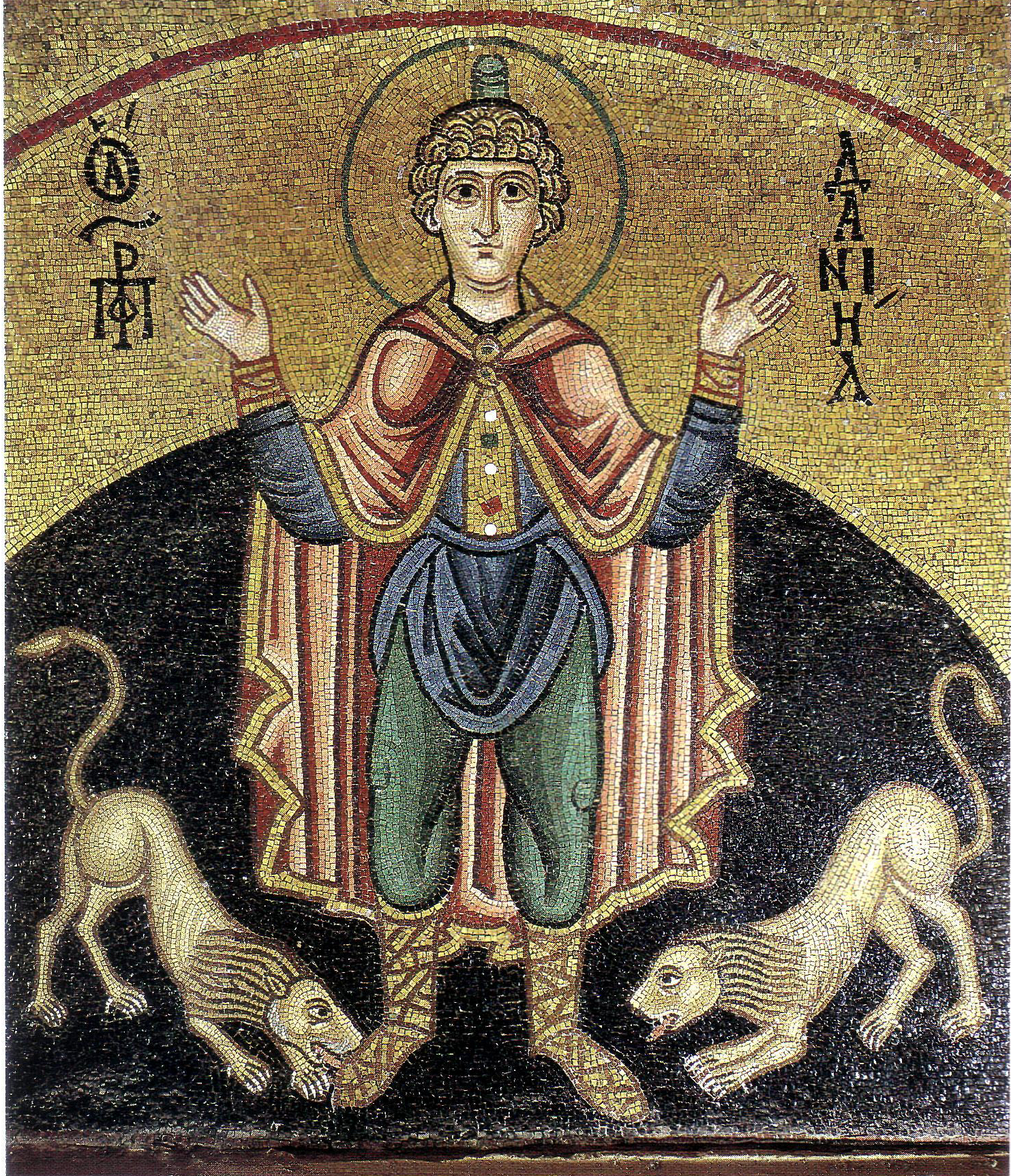
Daniel dans la fosse aux lions, mosaïque du diaconicon.
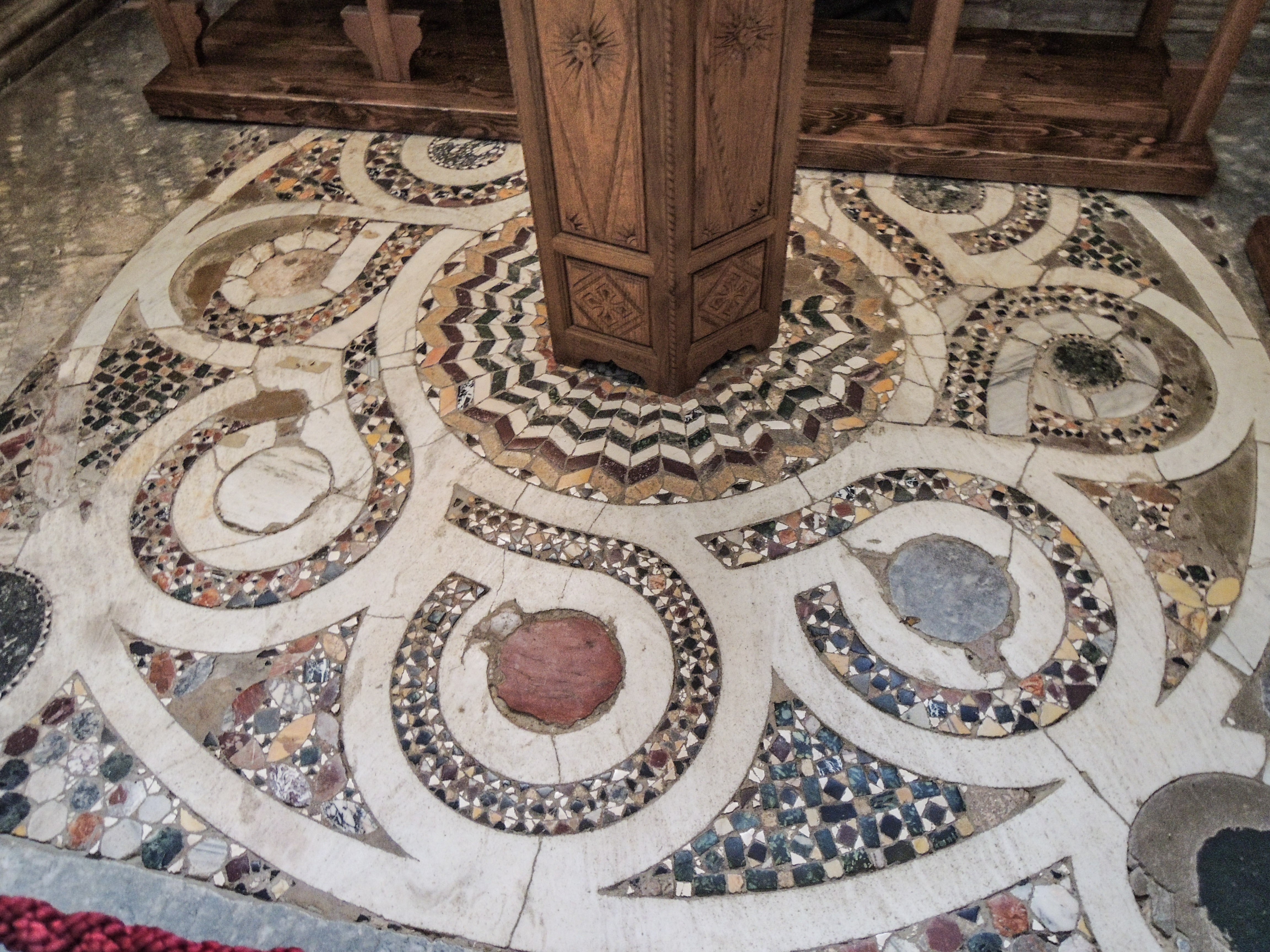
Marqueterie de marbres précieux au sol, en opus alexandrinum.

#### Peintures murales

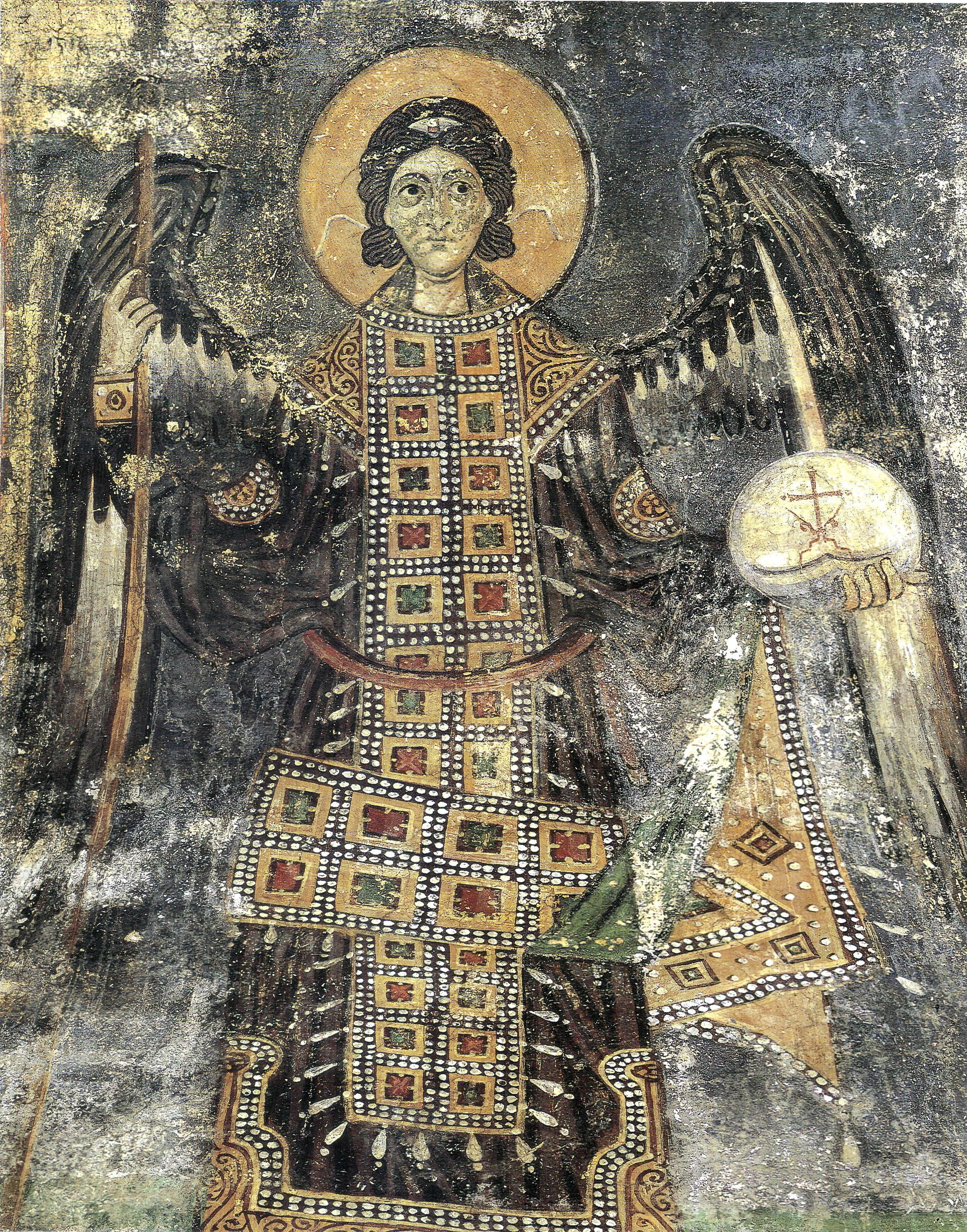
L’archange Michel. Chapelle nord-ouest d’Osios Loukas.

Situées dans les parties secondaires de l’église comme les petites chapelles, les peintures murales datent de la même époque que les mosaïques, sauf pour la représentation du Pantocrator, entouré des anges et des prophètes à la coupole : c’était à l’origine une mosaïque, mais elle a été détruite par le tremblement de terre de 1593 ; après la restauration de la coupole et le nettoyage entrepris en 1971, une peinture, réalisée dès le XVIe siècle, est apparue et se signale par sa qualité comme l’œuvre d’un grand artiste. Le diamètre du cercle dans lequel figure le Pantocrator mesure 2,92 m. Tout autour, dans un  deuxième cercle concentrique, sont représentés la Vierge, saint Jean Baptiste en ange incarné, et quatre archanges, chacune de ces figures mesurant 2,25 m. Dans le troisième cercle concentrique, entre les seize arcs des fenêtres, figurent les seize prophètes majeurs et mineurs qui ont annoncé la naissance, la vie et la passion du Christ.

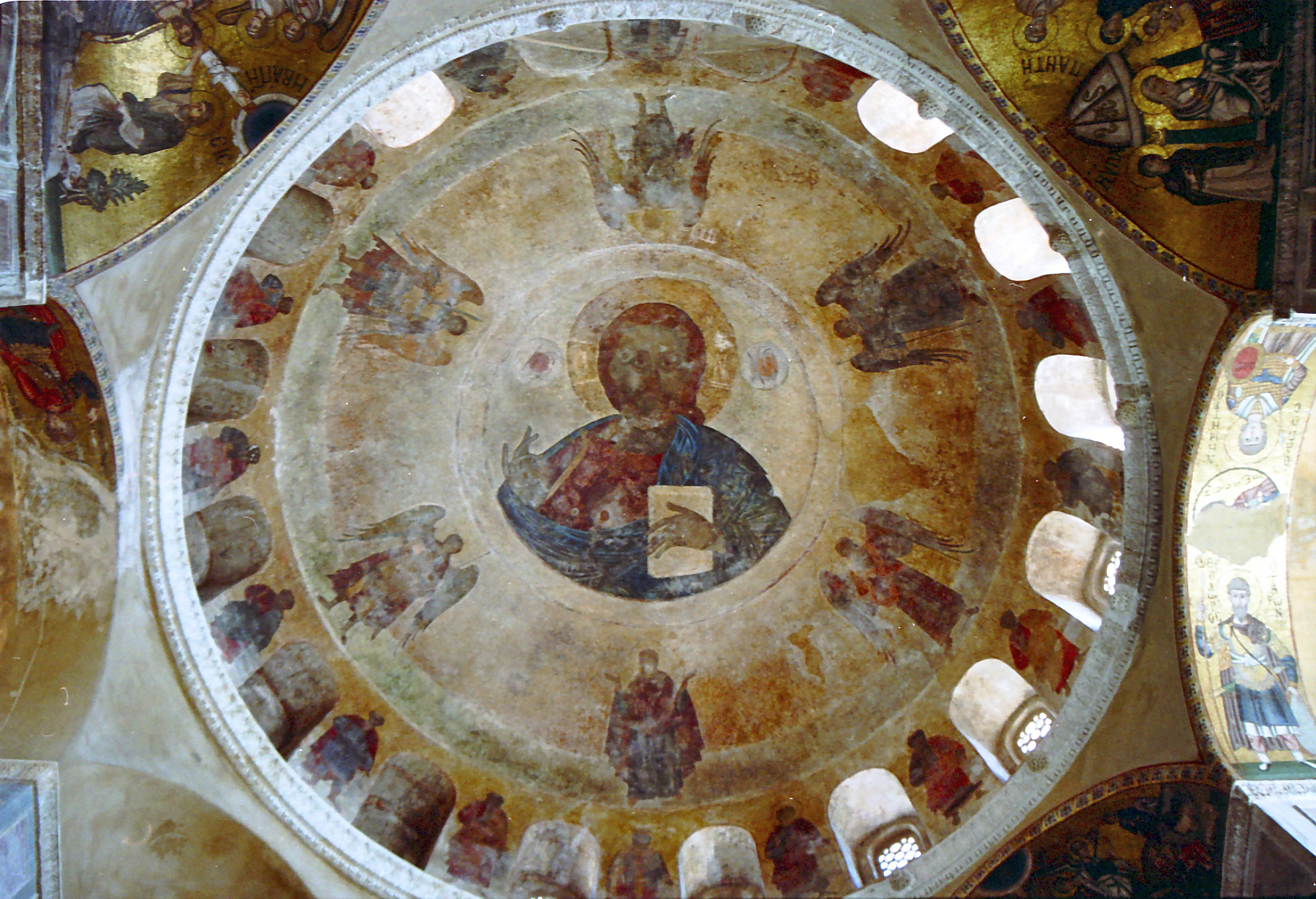
Le Pantocrator, entouré des anges et des prophètes, à la coupole.
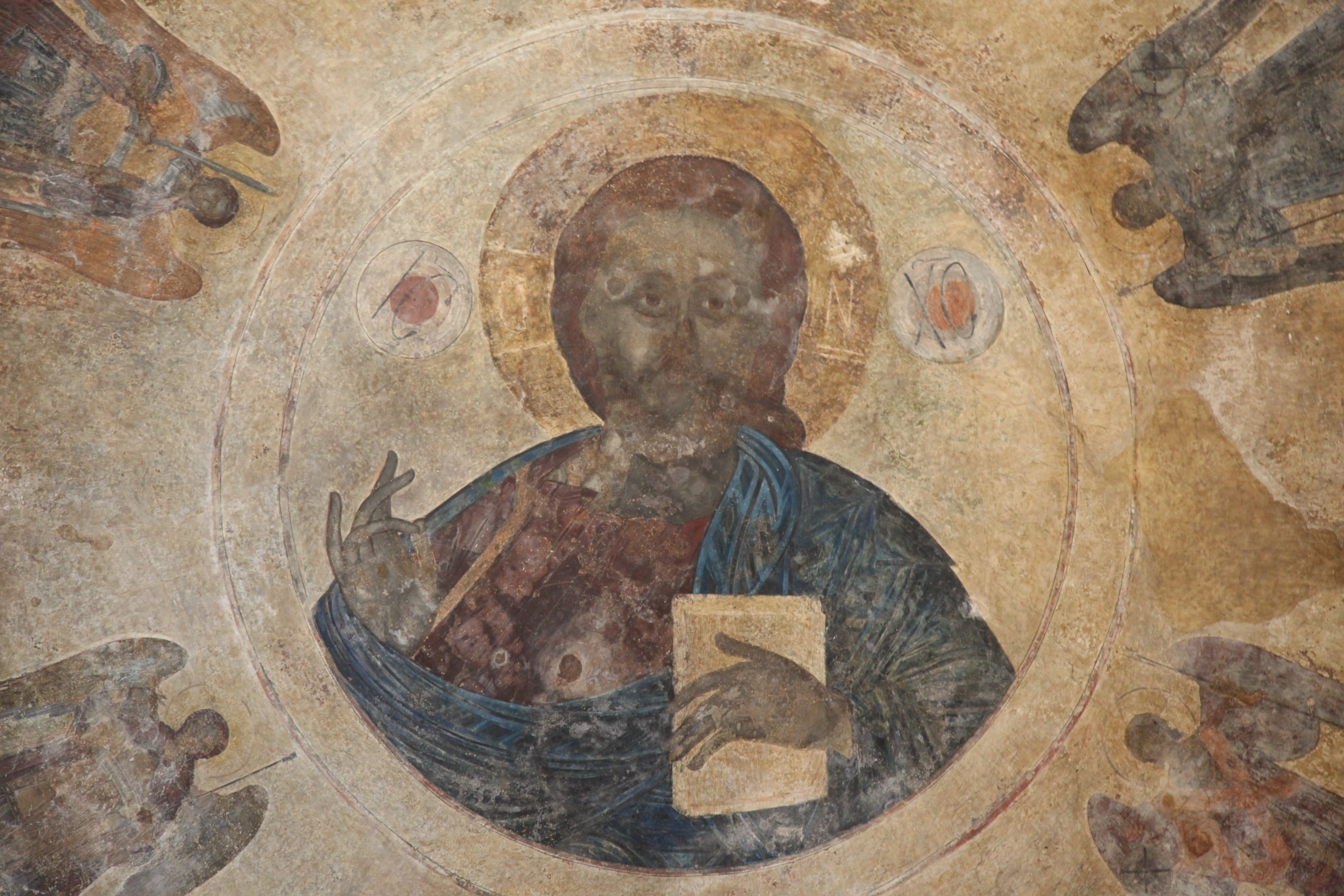
Christ Pantocrator, coupole.

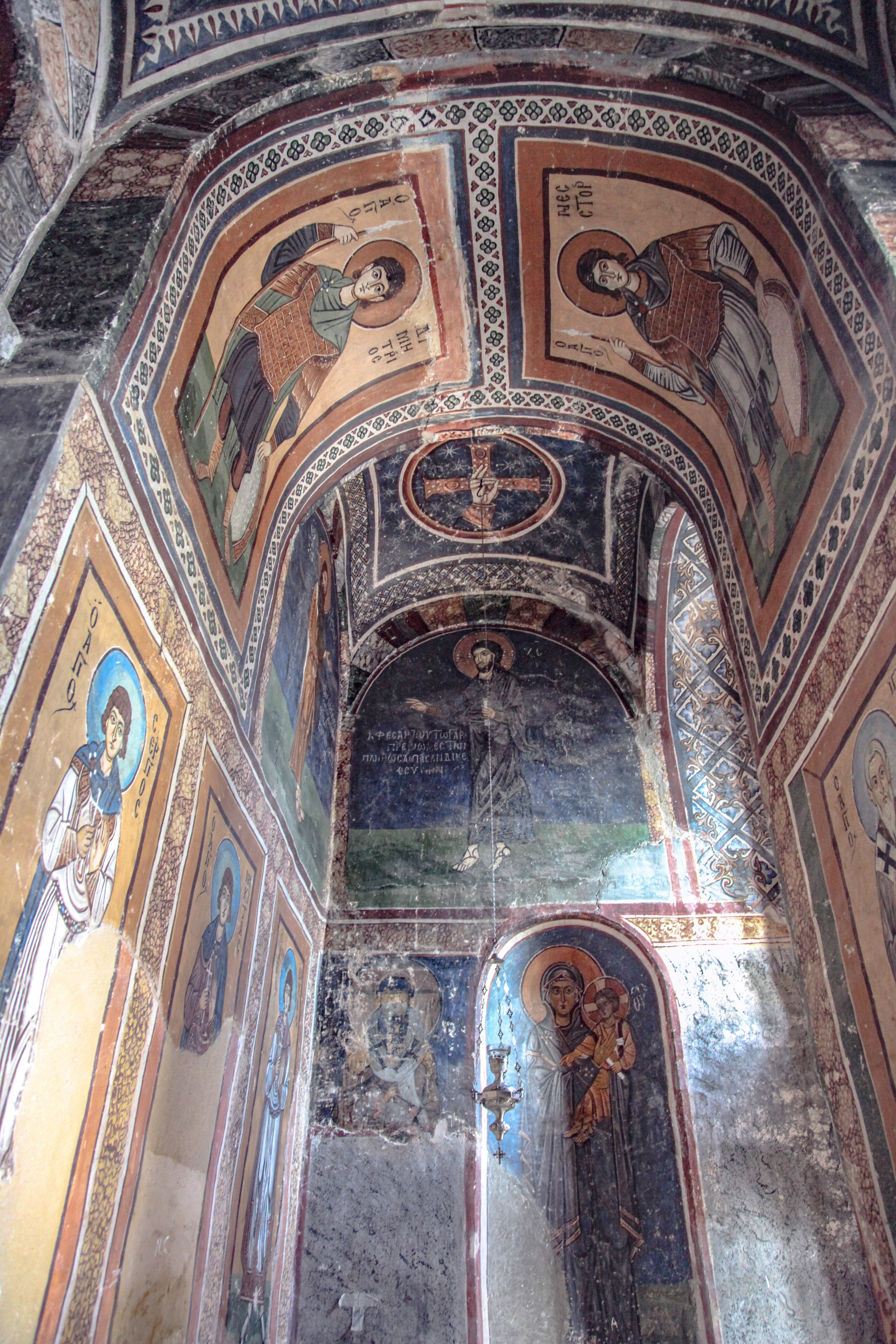
Chapelle sud-ouest. À la voûte, les saints Démètre et Nestor. À gauche, saint Serge. Au tympan, Jésus avant le baptême.

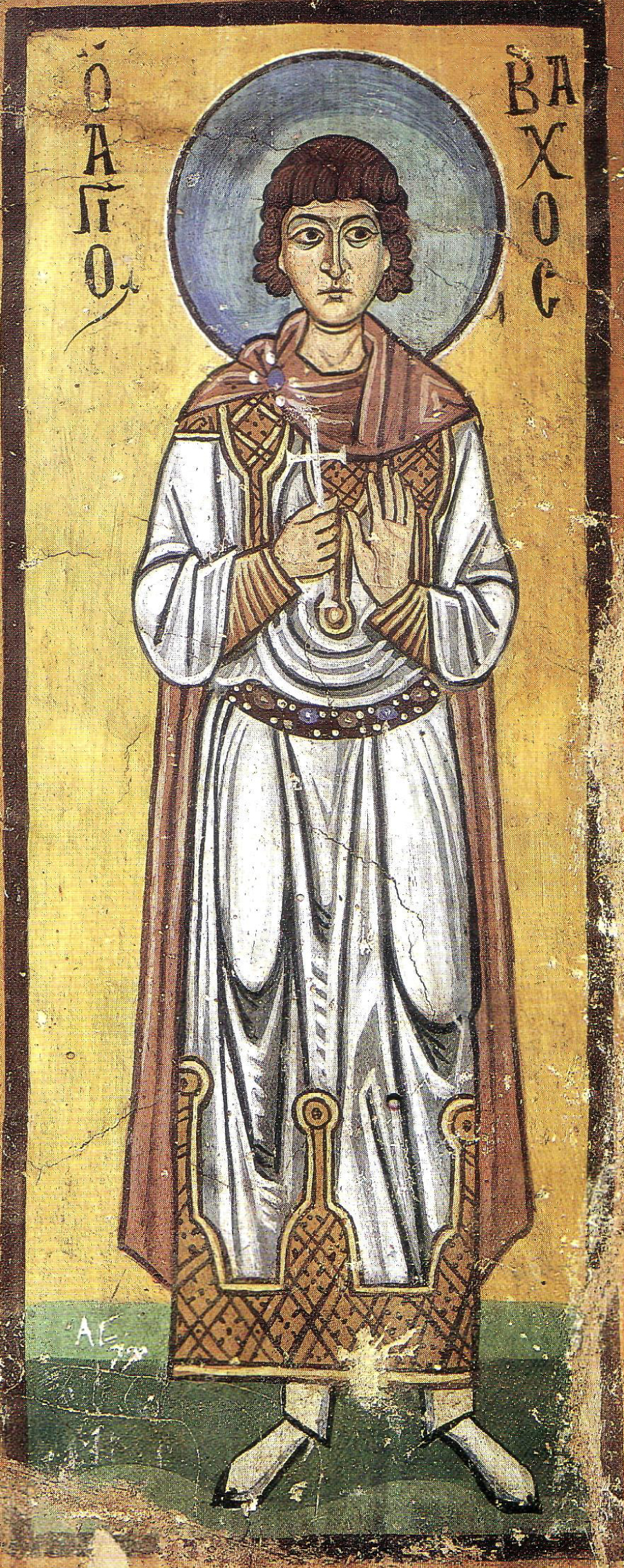
Saint Bacchus. Chapelle sud-ouest d’Osios Loukas. Troisième tiers du XI.

Parmi les peintures murales les plus remarquables, on notera la décoration très dense de la chapelle du rez-de-chaussée, dans l’angle sud-ouest, où figurent dans des médaillons des martyrs et des saints entre de beaux motifs géométriques et floraux couvrant toute la surface des arcades et des voûtes d’arêtes : les saints Serge et Bacchus de Rasafa, et saint Nicétas le Patrice, représentés de face et en pied, se détachent sur un fond ocre chaud qui imite le fond or des mosaïques ; un encadrement sombre les met en valeur. Revêtus de riches habits de cour avec des bandes d’or — les paragaudes du costume byzantin —, cousues sur la tunique blanche, ils portent une ceinture de pierres précieuses à la taille, et une agrafe de grande valeur retient leur chasuble sur l’épaule droite ; ils se présentent en martyrs, tenant de la main droite une croix sur la poitrine et de l’autre faisant un geste d’imploration. La dignité des personnages est illuminée d’une lumière surnaturelle par l’auréole, peinte dans des tons dégradés de bleu, qui entoure leur visage. Dans cette même chapelle, on trouve une Vierge à l’Enfant dite « Hodégétria » (en grec Παναγία Ὁδηγήτρια) ainsi que la scène dramatique du Christ qui s’avance vers saint Jean Baptiste, avant son baptême. 
L’ensemble des peintures murales qui présentent un programme iconographique très important, relève, par la qualité de leur exécution, de l’art d’au moins deux peintres différents. Ces œuvres sont contemporaines des mosaïques ou légèrement postérieures.

Baptême de Jésus
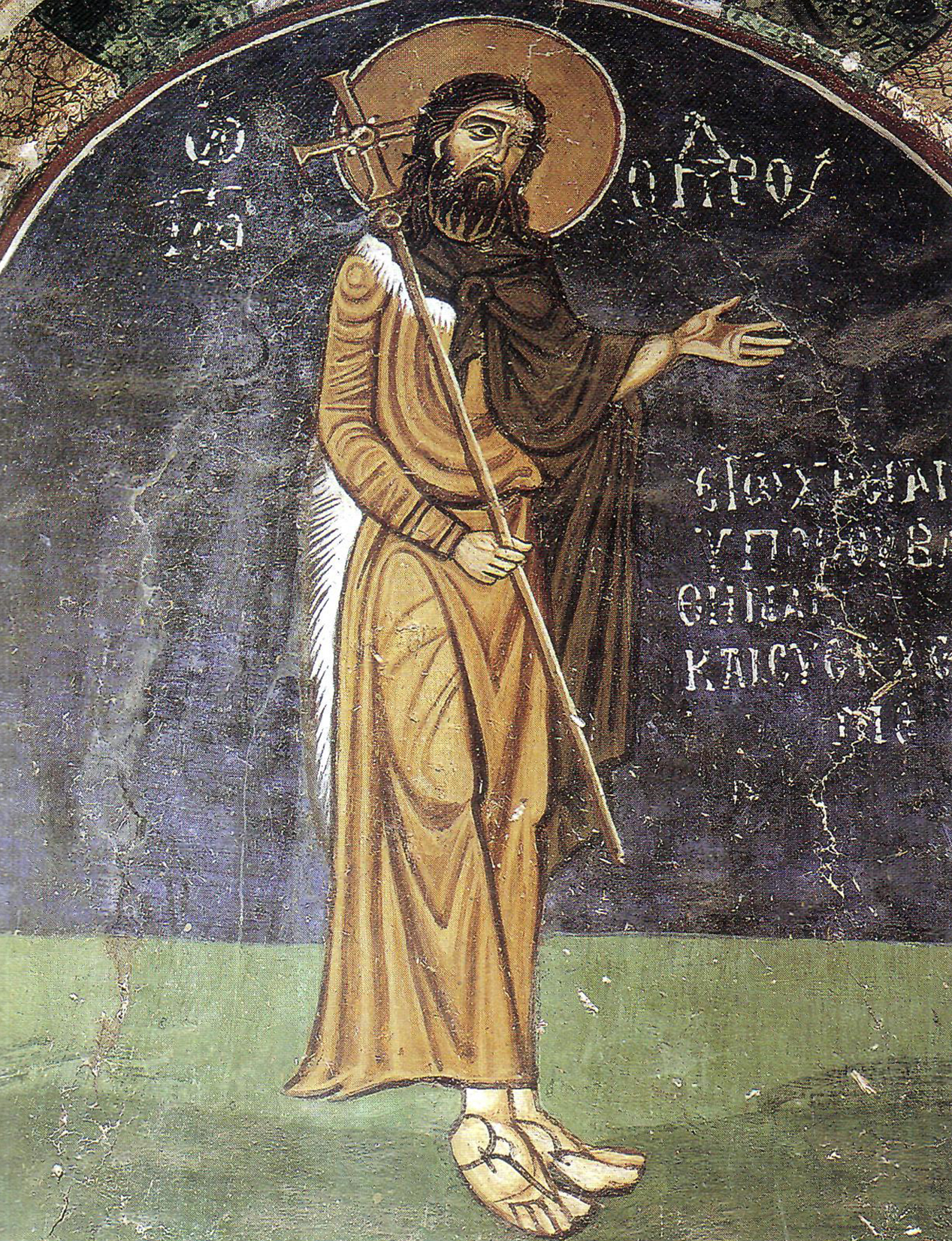
Jean Baptiste, avant le baptême.
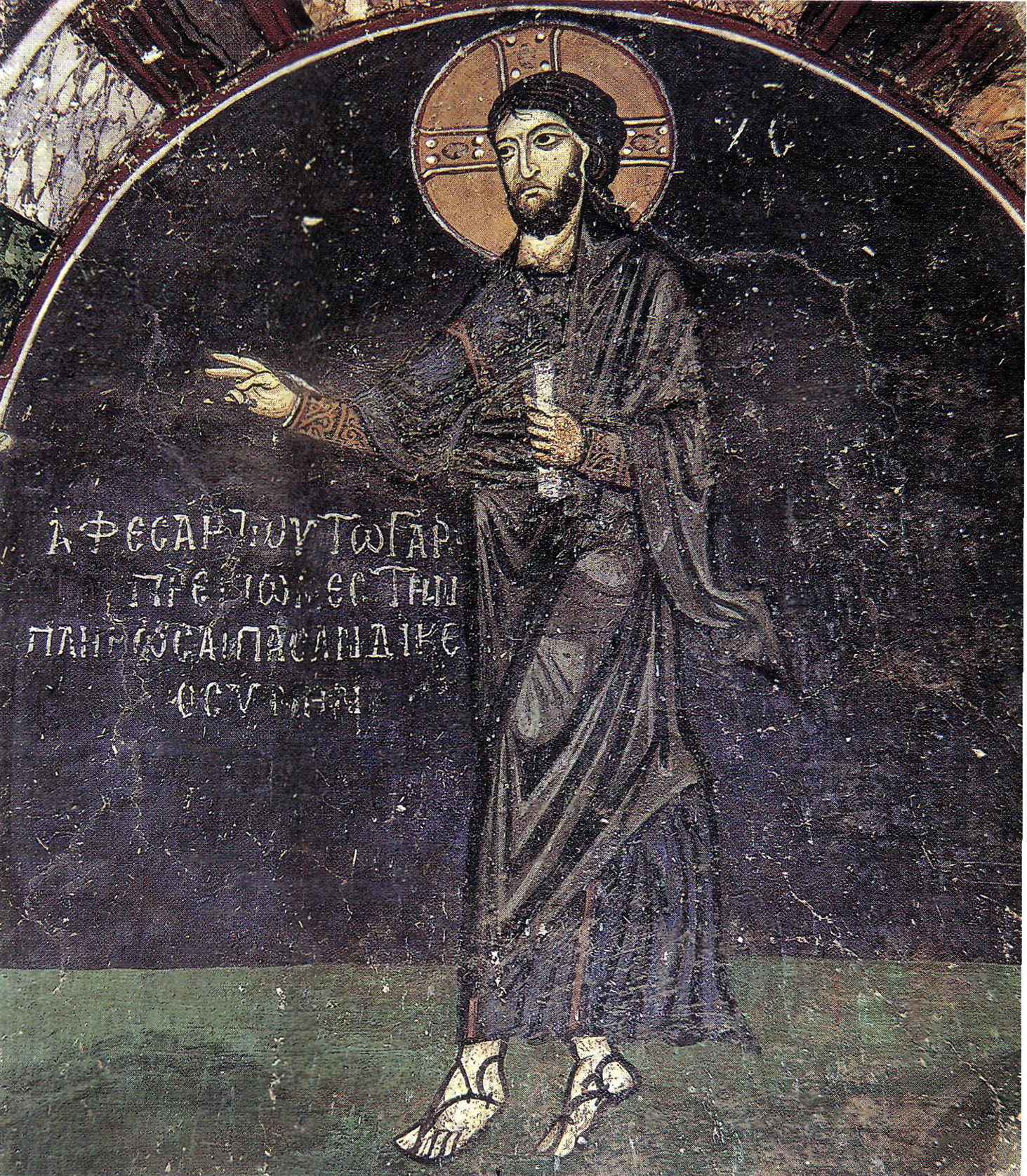
Jésus, avant le baptême.

Saints et martyrs
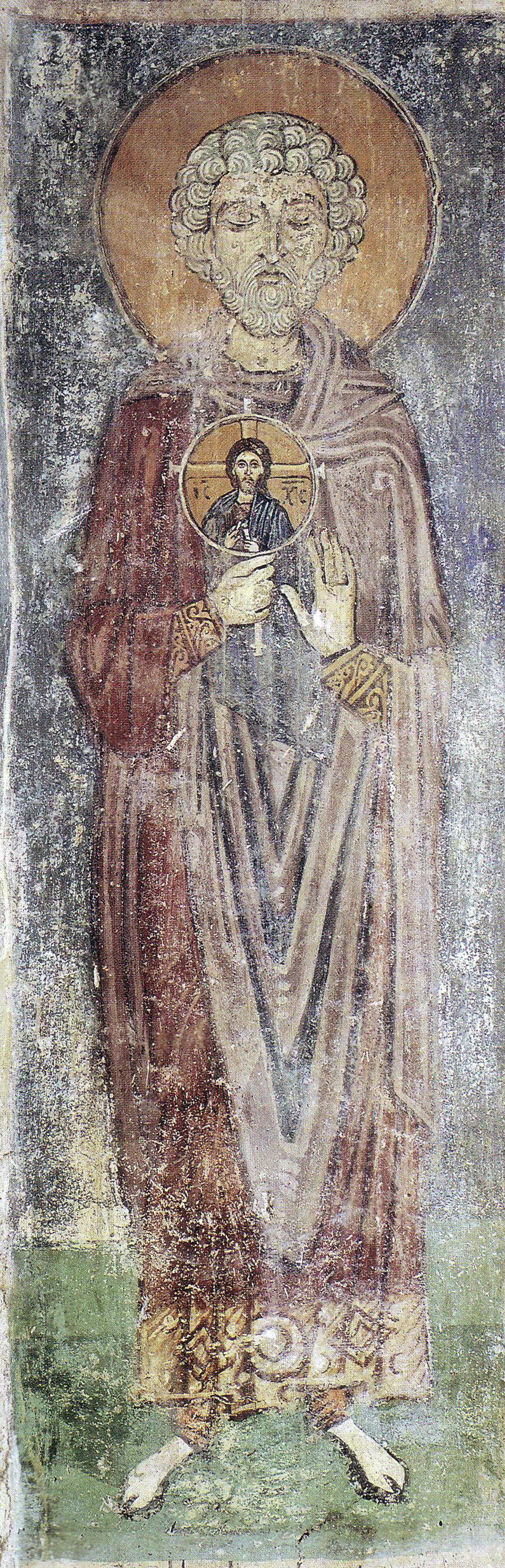
Saint Ménas.
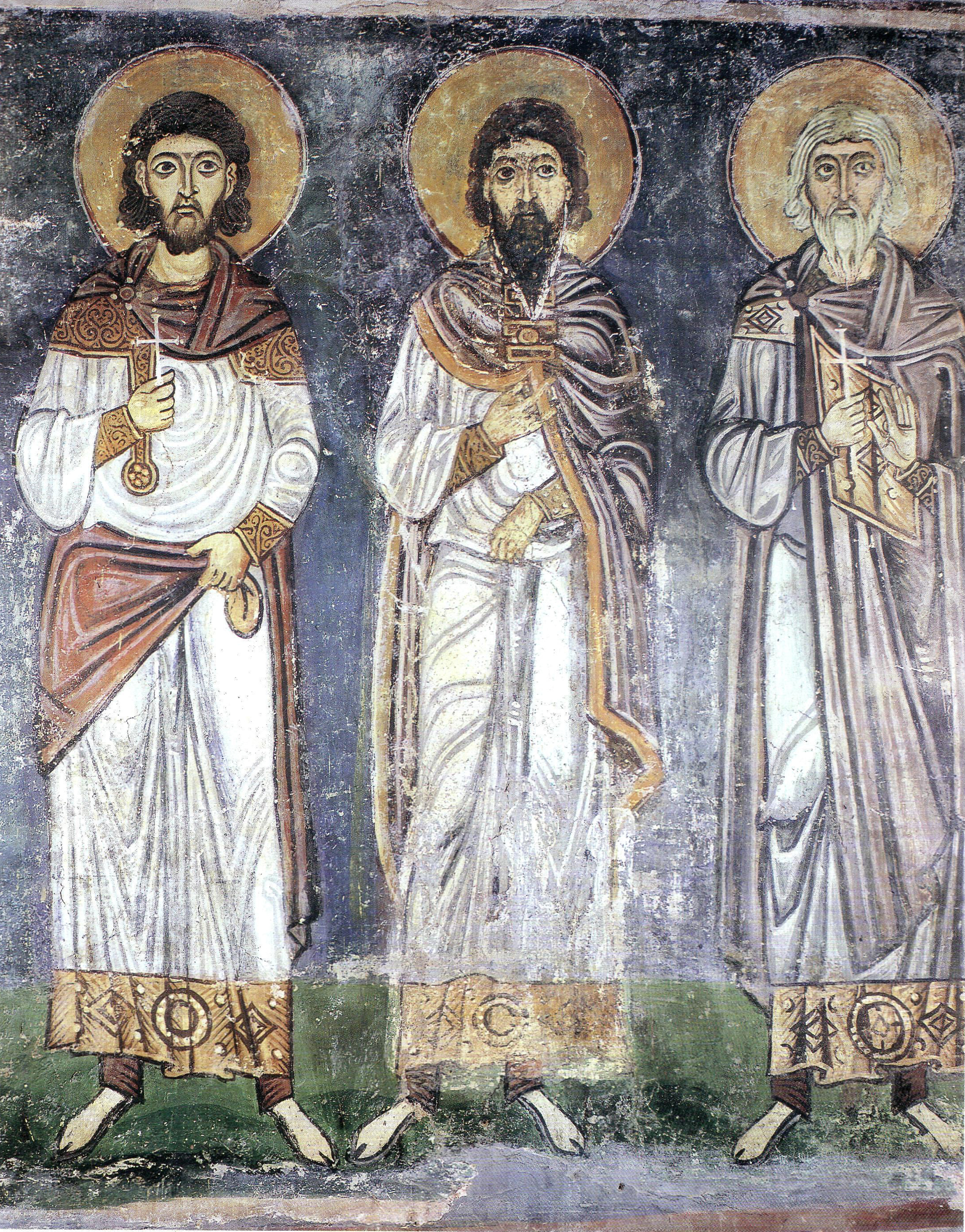
Trois des cinq martyrs : les saints Eugène, Eustrate et Auxence.
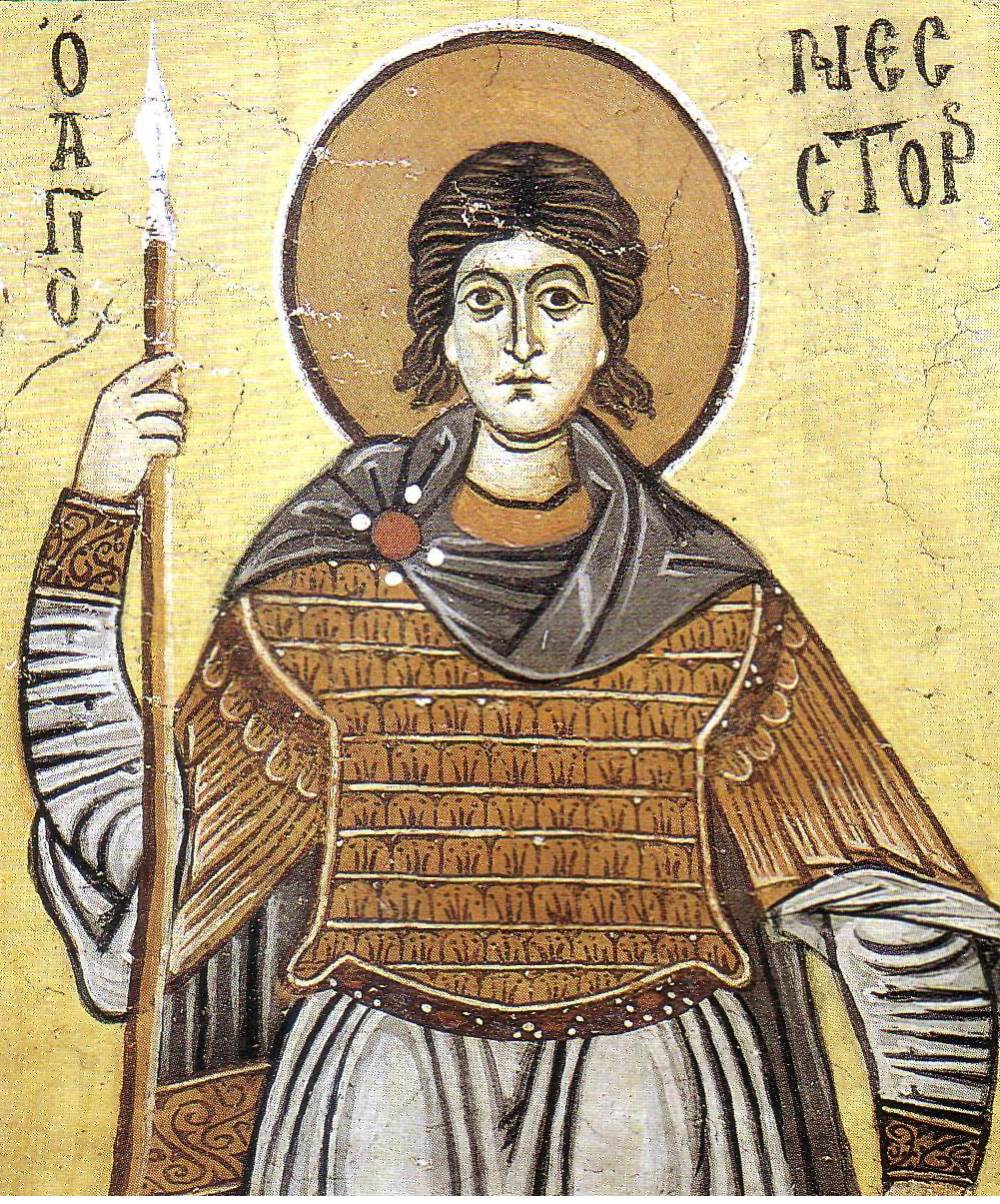
Saint Nestor.
Vierge à l’Enfant « Hodégétria » (Παναγία Ὁδηγήτρια).
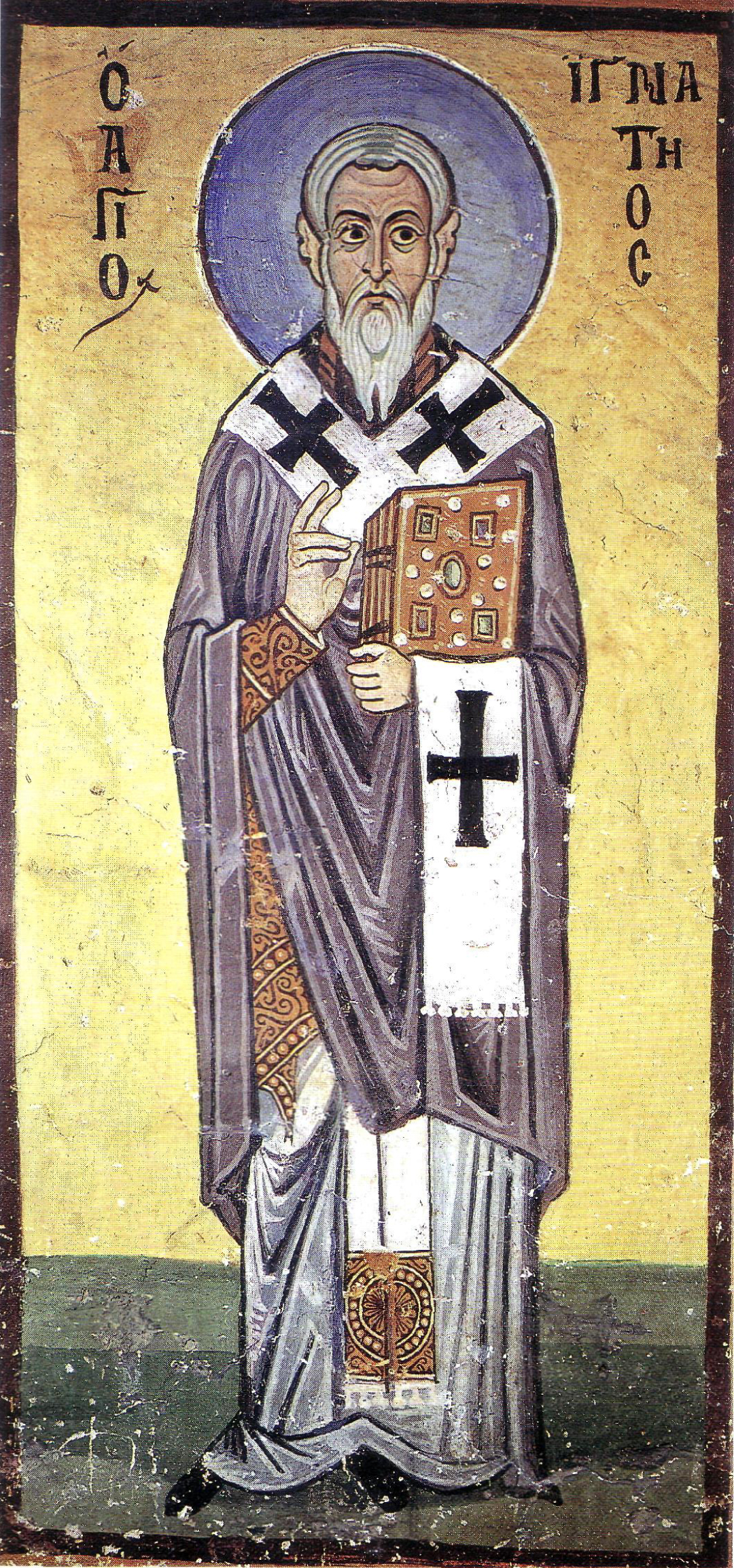
Saint Ignace.

### Crypte

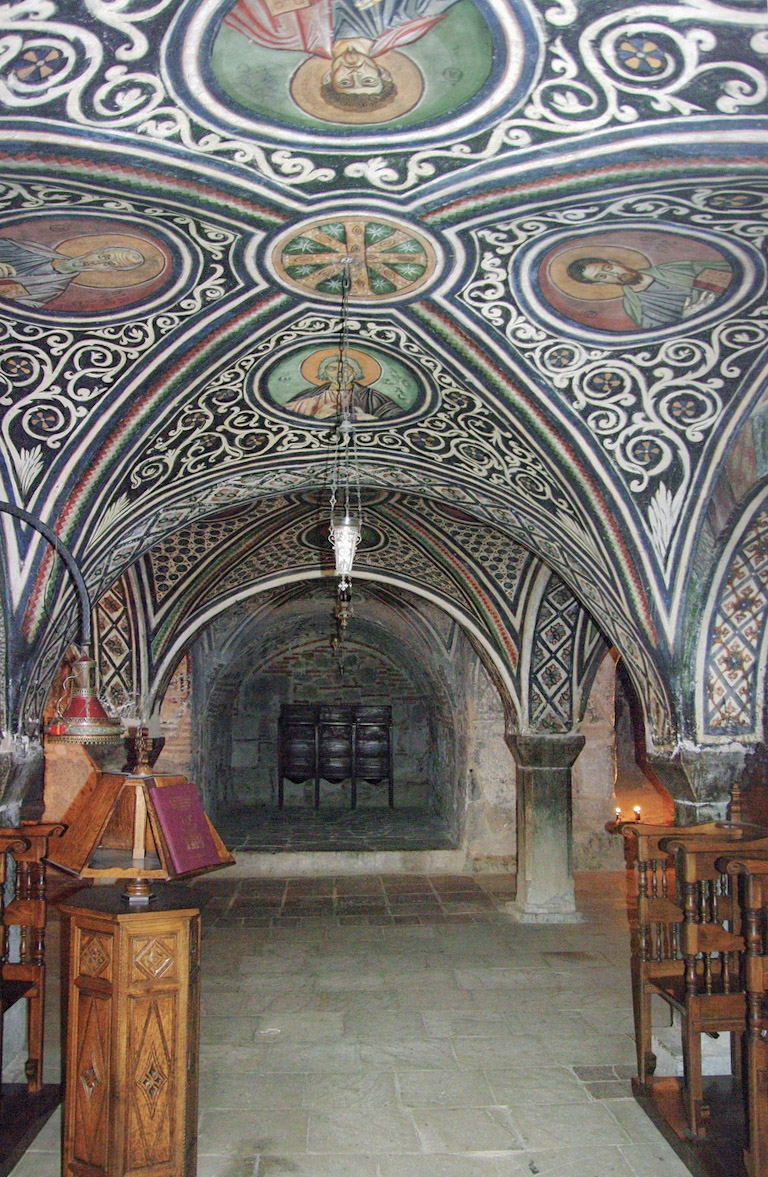
Crypte. Médaillons et décor des voûtes d’arêtes.

En raison de la déclivité du terrain vers le sud, une crypte souterraine a été aménagée au moment de la construction du catholicon de saint Luc, de manière à avoir le plancher au même niveau que celui de l’église de la Vierge. Cet espace cruciforme et voûté a servi de chapelle funéraire pour les tombes de saint Luc et de diverses personnalités locales ; on y célébrait les commémoraisons des moines défunts. C’est aussi dans la crypte que les pèlerins attendaient du saint thaumaturge la guérison de leurs maux : la Vie de saint Luc le Stiriote atteste l’usage dans cette crypte de pratiques telles que l’incubation. Cette crypte fut consacrée à sainte Barbe.
Le très dense et très riche décor de peintures murales, qui couvre les arcs, voûtes et voûtes d’arêtes, comporte plusieurs dizaines de médaillons représentant les douze apôtres, des saints et des moines, ainsi que onze scènes peintes sur les parois verticales, parmi lesquelles neuf ont été conservées bien qu’endommagées. Elles figurent, entre autres, l’Incrédulité de Thomas, la Crucifixion, l’Assomption, la Descente de croix et la Mise au tombeau. Ces peintures peuvent être datées du premier quart du XIe siècle.

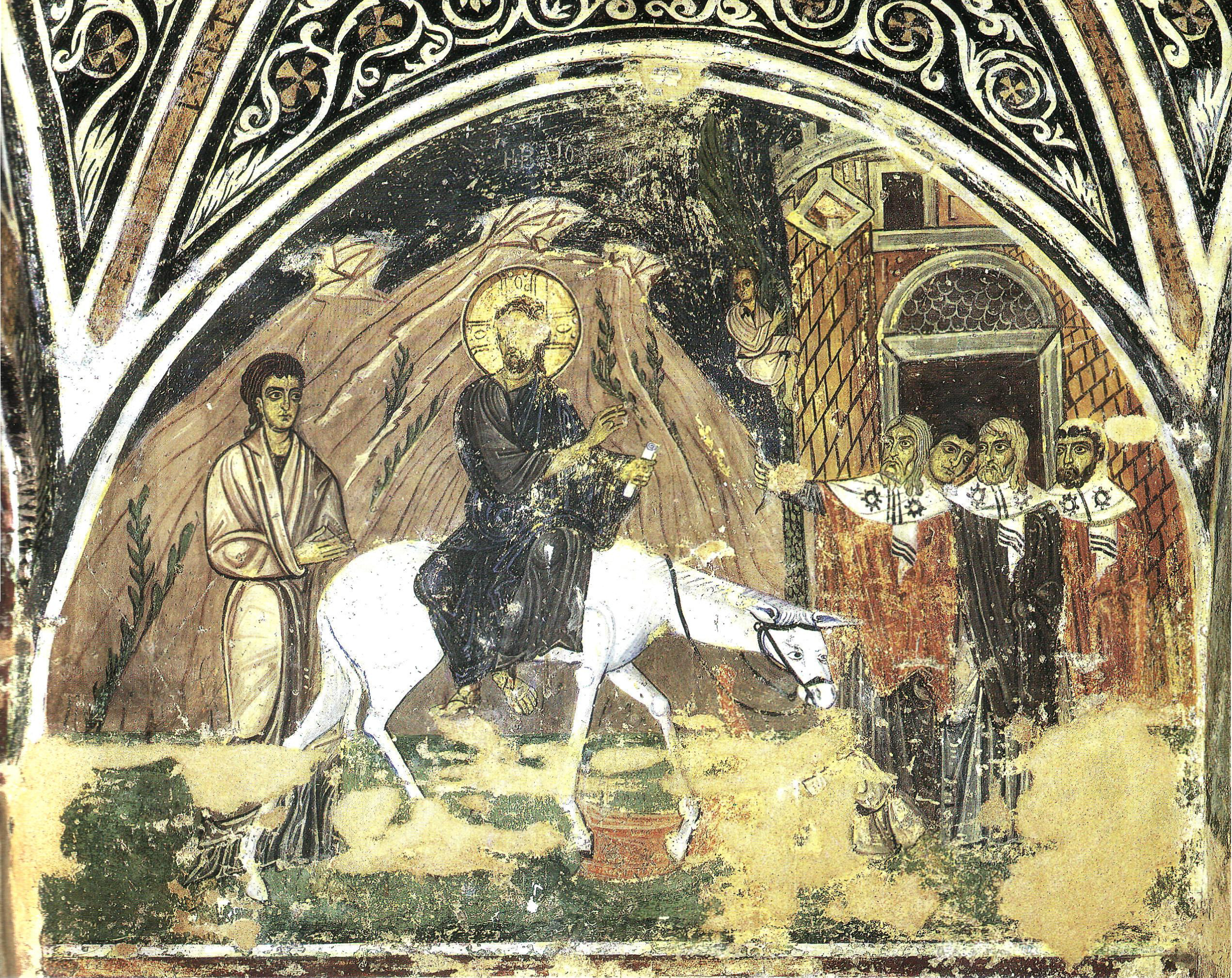
L’entrée de Jésus à Jérusalem. Crypte d’Osios Loukas, paroi nord du mur nord-est.

Sur la paroi nord, la scène de l’entrée de Jésus à Jérusalem est traitée avec toute la sobriété qui caractérise le style iconographique et la composition de l’art byzantin des Xe et XIe siècles. Au centre, Jésus monté sur un âne, est suivi d’un jeune disciple, probablement Philippe, vêtu d'un himation sous lequel on aperçoit le balancement des plis de son chiton. À l’arrière-plan, un décor stylisé de montagne avec des rameaux éparpillés apporte une humble note végétale. À droite, devant la porte de Jérusalem, quatre dignitaires officiels accueillent le Christ, le plus âgé tendant une palme en sa direction. Un enfant étend au sol un vêtement rouge sur le passage de l’âne, tandis qu’un autre a grimpé sur le tronc d’un palmier pour mieux observer la scène. Les couleurs sobres et harmonieuses, le petit nombre de personnages, « le mouvement lent et cérémonieux de la scène traitée dans la tonalité grave que soulignent l’intensité des regards concourent à suggérer la joie vibrante des âmes. »
Deux autres peintures murales complètent le cycle iconographique de la Passion du Christ : sur la paroi Est, la Descente de croix est l’une des représentations les plus belles de la crypte. La grande croix sombre se détache, au centre, sur un ciel de nuit bleu foncé qui ajoute au caractère dramatique de la scène ; à droite, saint Jean demeure éploré, tandis que Nicodème se penche pour retirer les clous des pieds du Christ. À gauche, Joseph d'Arimathie est encore sur l’échelle qui lui a permis de descendre le corps de Jésus, qu’il tient dans ses bras. À ses côtés, la Vierge retient la main de son fils. Comme dans la représentation de la Mise au tombeau, sur la paroi sud, une riche palette de nuances chromatiques accompagne la narration tout en retenue des événements.

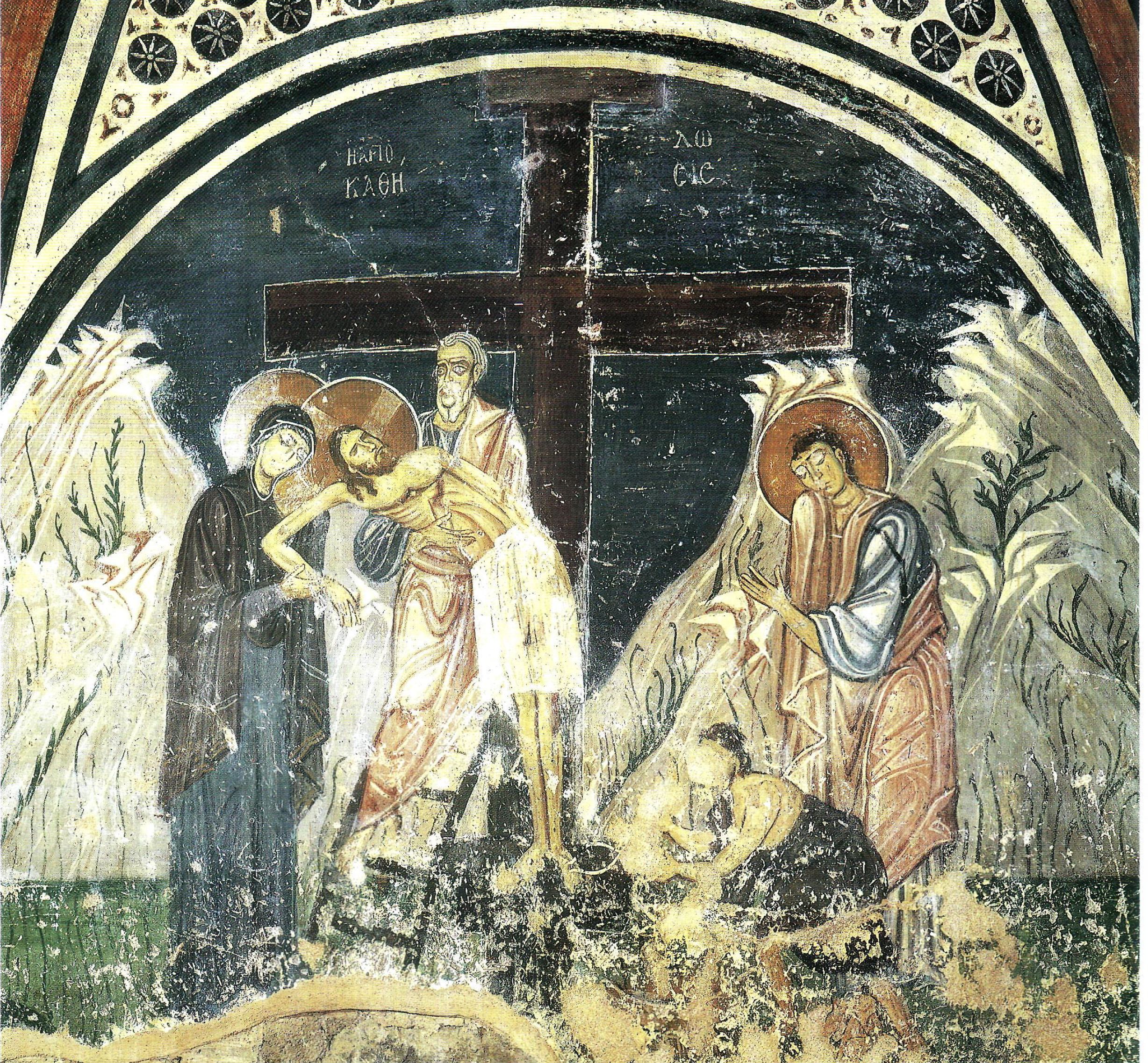
La Descente de croix. Crypte, paroi est.
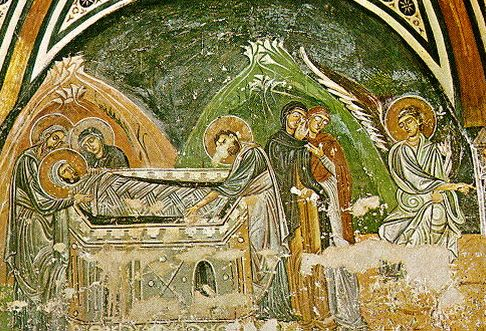
La Mise au tombeau. Crypte, paroi sud.

## Château d'Osios Loukas

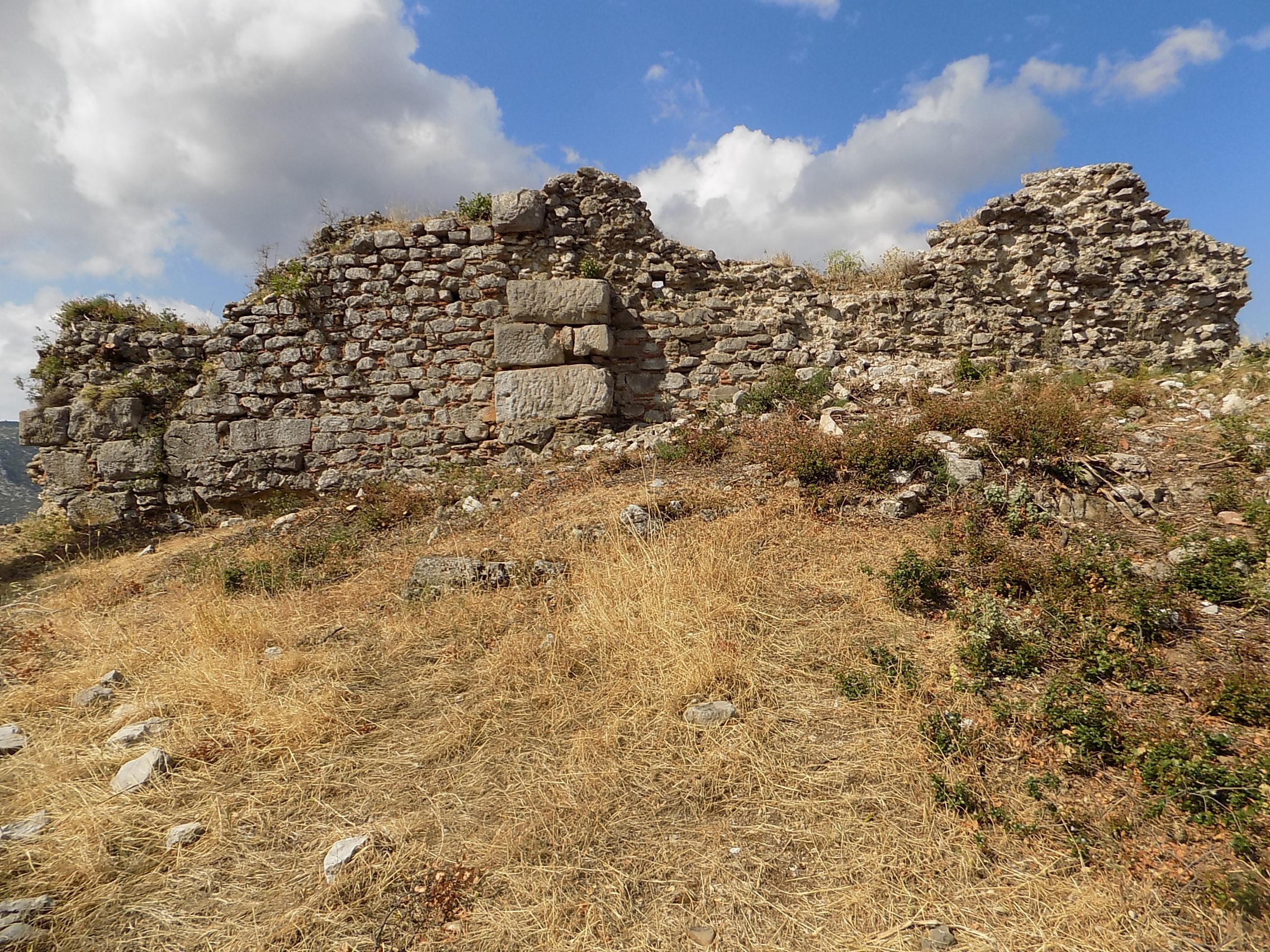
Ruines du château d'Osios Loukas.

Au sommet de la colline du monastère se dressent les ruines d’un château fort médiéval (en grec, Κάστρο Οσίου Λουκά) construit sur les vestiges d'une forteresse antique. Les quatre murs sont conservés, faits d'une maçonnerie de moellons et de mortier de chaux.